# Tumba de Safdarjung
La tumba de Safdarjung es un complejo monumental de Nueva Delhi (India) que alberga el mausoleo del nawab Safdarjung, construido en el estilo mogol tardío en piedra arenisca y mármol blanco. El monumento se sitúa en un jardín cuadrado del tipo chahar bagh totalmente amurallado, con un esquema de planta en cruz dividido en cuatro partes mediante unos canales de agua que se disponen perpendicularmente; en el punto de intersección se erige, elevado sobre un plinto con arquerías en todos sus lados, el mausoleo, también de planta cuadrada y rematado por una cúpula bulbosa.
Safdarjung (1708-1754), nawab de Oudh, fue nombrado visir del Imperio mogol (Wazir ul-Mamlak-i-Hindustan) cuando Ahmed Shah Bahadur ascendió al trono en 1748, siendo depuesto en 1753. El monumento fue construido por su hijo en 1753-1754.

## Localización
La tumba está ubicada cerca del aeropuerto de Safdarjung en el cruce en T de Lodhi Road y Aurobindo Marg (nombre anterior de la calle Mehrauli) en Nueva Delhi.

## Fondo

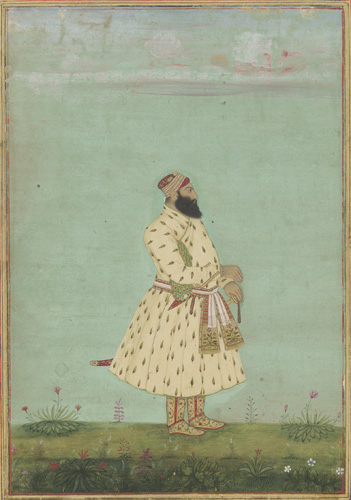
Safdarjung (1708-1754), a quien honra el complejo monumental

El edificio fue construido en 1753-1754 en el estilo tardío del Imperio mogol de Safdarjung.
Mirza Muqim Abul Mansur Khan, conocido popularmente como Safadarjung, que gobernaba Awadh, era un gobernante independiente de Awadh como nawab (una suerte de virrey) de Muhammad Shah (r.1719-1748). Era muy rico y poderoso. A la muerte del emperador Muhammad Shah, se mudó a Delhi. Cuando Ahmad Shah Bahadur (r. 1748-1754) ascendió al trono en Delhi en 1748, Safdarjung fue nombrado primer ministro (visir) con el título de visir ul-Mamalk-i-Hindustan, en un momento en que el imperio estaba en declive ya que su dominio se extendía solo al norte de la India.
Como visir usurpó todos los poderes bajo su control, ya que el rey era solo una marioneta, una figura decorativa, que disfrutaba de la vida con vino, opio y mujeres. Pero su control sobre la familia del emperador era tan estricto que el emperador llamó a los marathas para deshacerse de su visir. Los marathas expulsaron a Safdarjung de Delhi en 1753, el cual muriò poco después en 1754. Tras ser depuesto, su hijo, el nawab Shujaud Daula suplicó al emperador mogol que le permitiera erigir una tumba para su padre en Delhi. Luego construyó la tumba, que fue diseñada por un arquitecto abisinio. Fue construido por Bilal Muhammad Khan, a un costo de tres lazos de rupias.
Al sur de esta tumba se encuentra el sitio histórico de la batalla que se libró en 1386 entre Tamerlán y Muhammad bin Tughluq cuando este último fue derrotado.

## Arquitectura

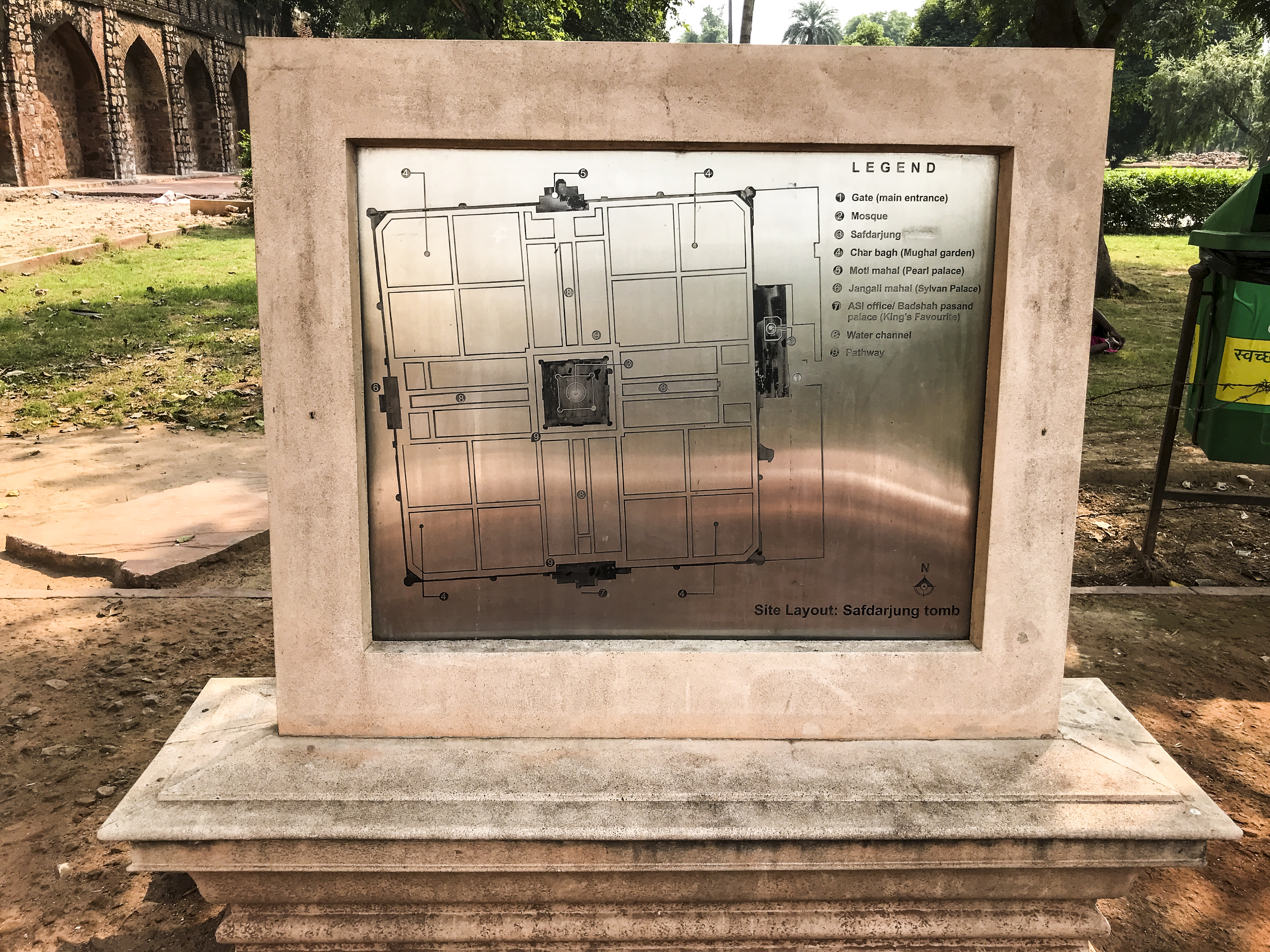
Panel explicativo en el que se ve la planta del conjunto monumental, con el mausoleo en el centro, los cuatro pabellones dispuestos en los extremos en cruz y la mezquita, a la derecha del pabellón de la entrada principal

La tumba de Safdarjung, la última tumba jardín monumental de los mogoles, se planeó y construyó como una tumba con jardín cerrado en línea con el estilo de la tumba de Humayun (construida en 1562-1570). Se completó en 1754. Se utilizaron en la construcción losas procedentes de la tumba de Abdul Rahim Khankhana.
El complejo monumental tiene cuatro características clave que son: un jardín del tipo chahar bagh con el mausoleo en el centro; una planta baja en nueve partes; unas fachadas organizadas en cinco partes; y el uso de un plinto para elevar el mausoleo con una escalera oculta.
La puerta de entrada principal a la tumba es de dos plantas y su fachada tiene una ornamentación muy elaborada sobre superficies enfoscadas y está ornamentada en color púrpura. Hay una inscripción en árabe en la superficie en que se lee: «Cuando el héroe de valentía llana se aparta de lo transitorio, puede convertirse en un residente del paraíso de Dios». La parte trasera de la fachada, que se ve después de entrar por la puerta, tiene muchas salas y la biblioteca. A la derecha de la puerta está la mezquita, que es una edificación de tres cúpulas marcada con bandas.

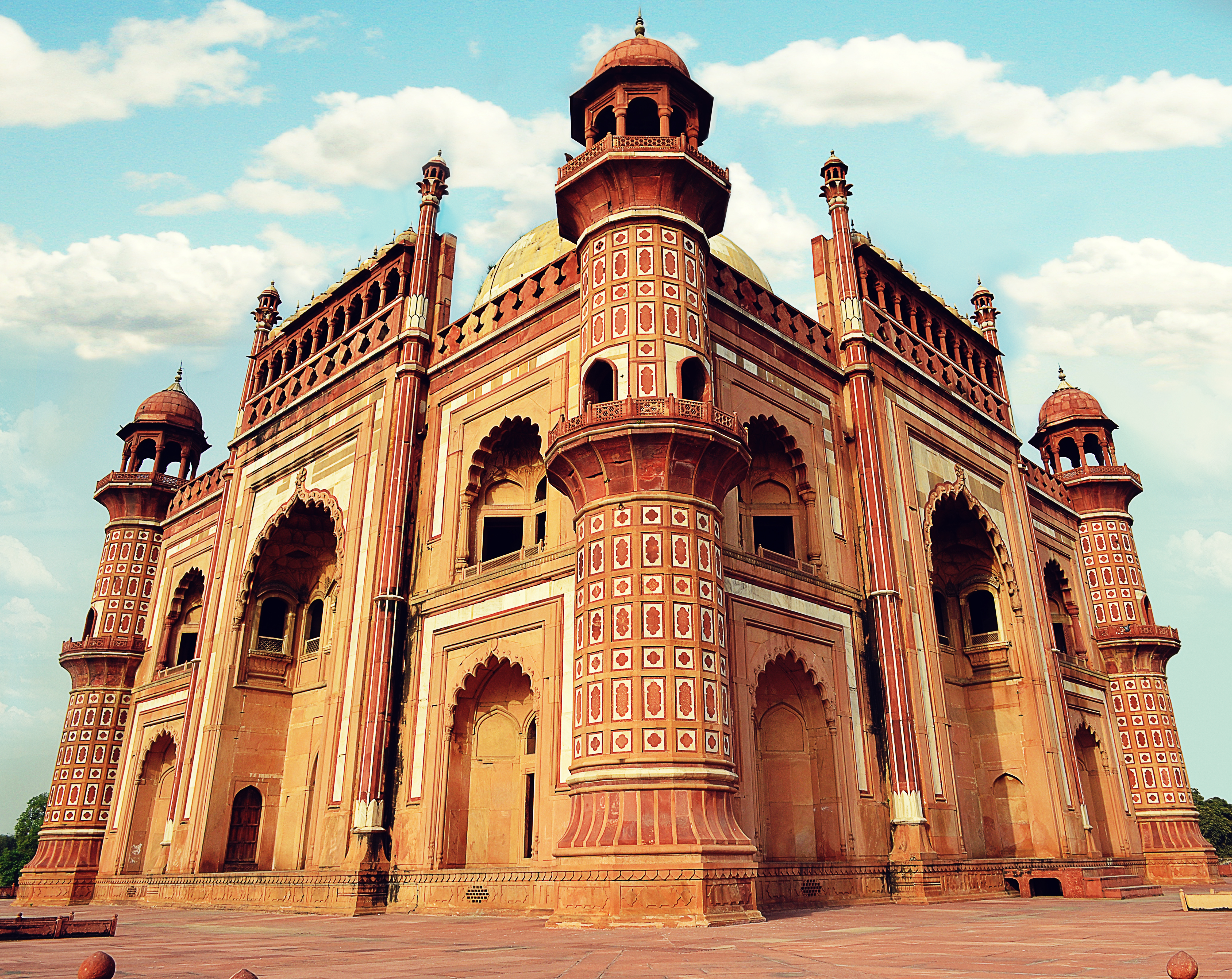
Vista en escorzo del mausoleo.

Al ingresar al recinto por la puerta principal se ofrece una vista perfecta del mausoleo. Sus muros son altos y la cúpula central, que es el mausoleo principal de Safdarjung, está construida sobre una terraza. Piedra roja y beige son los materiales utilizados para construir el mausoleo principal, que mide 28 m de lado. La cámara central, de planta cuadrada, tiene ocho particiones con un cenotafio en el medio. Tiene particiones en forma rectangular y las de las esquinas son de forma octogonal. El interior de la tumba está revestido con yeso ricamente decorado. Hay cuatro torres alrededor de la tumba principal en las esquinas que son de forma poligonal y están rematadas con chhatris (quioscos). Tienen paneles de mármol que se han decolorado y arcos decorados. Hay una cámara subterránea en el mausoleo que alberga las tumbas de Safadrjung y de su esposa. El techo de la mezquita ha sido enlucido, pintado y ornamentado.
La fachada, aunque construida siguiendo el ejemplo del Taj Mahal, carece de equilibrio ya que se ha favorecido el eje vertical, descompensando la apariencia del mausoleo. La cúpula bulbosa es más apuntada; la parte central tiene un iwán más alto. Los cuatro minaretes en las cuatro esquinas son parte del mausoleo principal, un concepto totalmente diferente en alzado en comparación con el Taj Mahal, en el que las torres están separadas y alejadas del cuerpo principal.

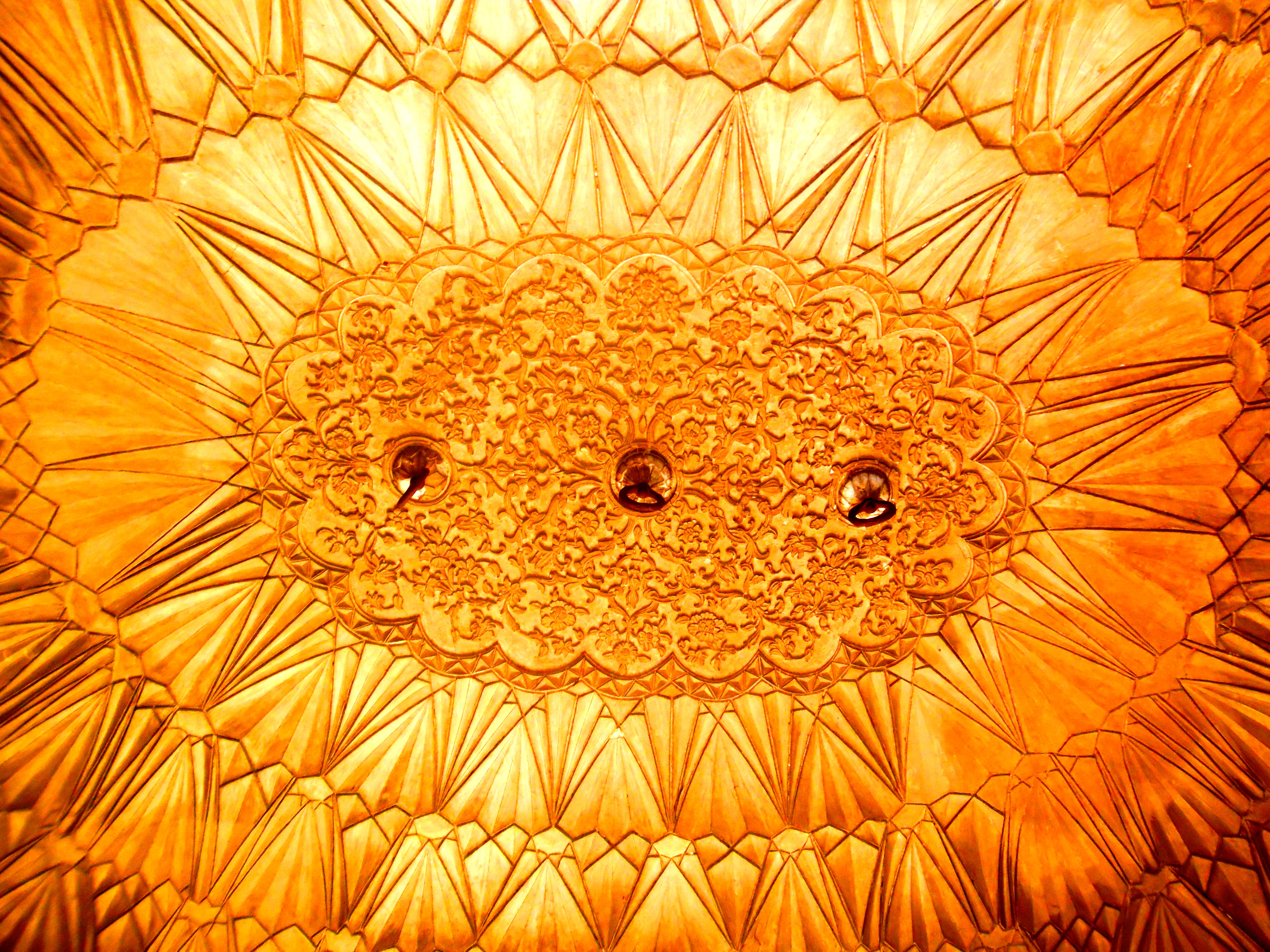
Techo a la entrada de la tumba.

La arquitectura de la tumba es alabada y también ridiculizada; se ridiculiza por la falta de proporción de sus diversas unidades y por el uso de materiales pobres para la construcción. Reginald Heber, que fue obispo de Calcuta entre 1823 y 1826, basándose en el color marrón claro de la piedra utilizada, había observado que la tumba tiene el «color de la carne en maceta». Incluso el Servicio Arqueológico de la India (Archaeological Survey of India o ASI, por su abreviatura en inglés) ha señalado que el mármol utilizado para la ornamentación de las torres, aunque agradable, es «bastante florido». Otra observación es que la tumba no se puede comparar con el Taj Mahal o con la tumba de Humayun, ya que, en el momento en que se construyó, el Imperio mogol estaba en declive y se tuvo que usar arenisca y las líneas se establecieron incorrectamente y la calidad parecía «hilo raído».

## Jardín
El gran jardín cuadrado que rodea la tumba está rodeado por un muro de aproximadamente 280 m de lado. El diseño tiene la forma de cuatro cuadrados con senderos anchos y estanques de agua, que se han subdividido en cuadrados más pequeños. El jardín es del tipo chahar bagh, el estilo más apreciado por los mongoles, y es una versión reducida del jardín de la tumba de Humayun, que se había construido en Delhi hacia ya casi dos siglos. Un canal conduce a la puerta de entrada y el otro conduce a los tres pabellones. El podio principal sobre el que está construido el mausoleo mide 50 m de lado. Los altos muros han sido construidos con mampostería de piedra y tienen arcos empotrados en el interior. Las torres o chatris son de forma octogonal. Su diseño general consta de cuatro pabellones que tienen múltiples cámaras y la puerta de entrada al este es impresionante. En el lado este, contiguo a la puerta, hay muchos apartamentos, una mezquita y un patio. Los pabellones están dispuestos en las direcciones oeste, norte y sur y se denominan Jangli Mahal (palacio en el bosque), Moti Mahal (palacio de perlas) y Badshah Pasand (el favorito del rey), respectivamente. La familia del nawab solía residir en estos pabellones. Ahora todo el monumento está bajo el control del ASI, que tiene sus oficinas en los pabellones y también una biblioteca sobre la puerta principal.

## Años 2010

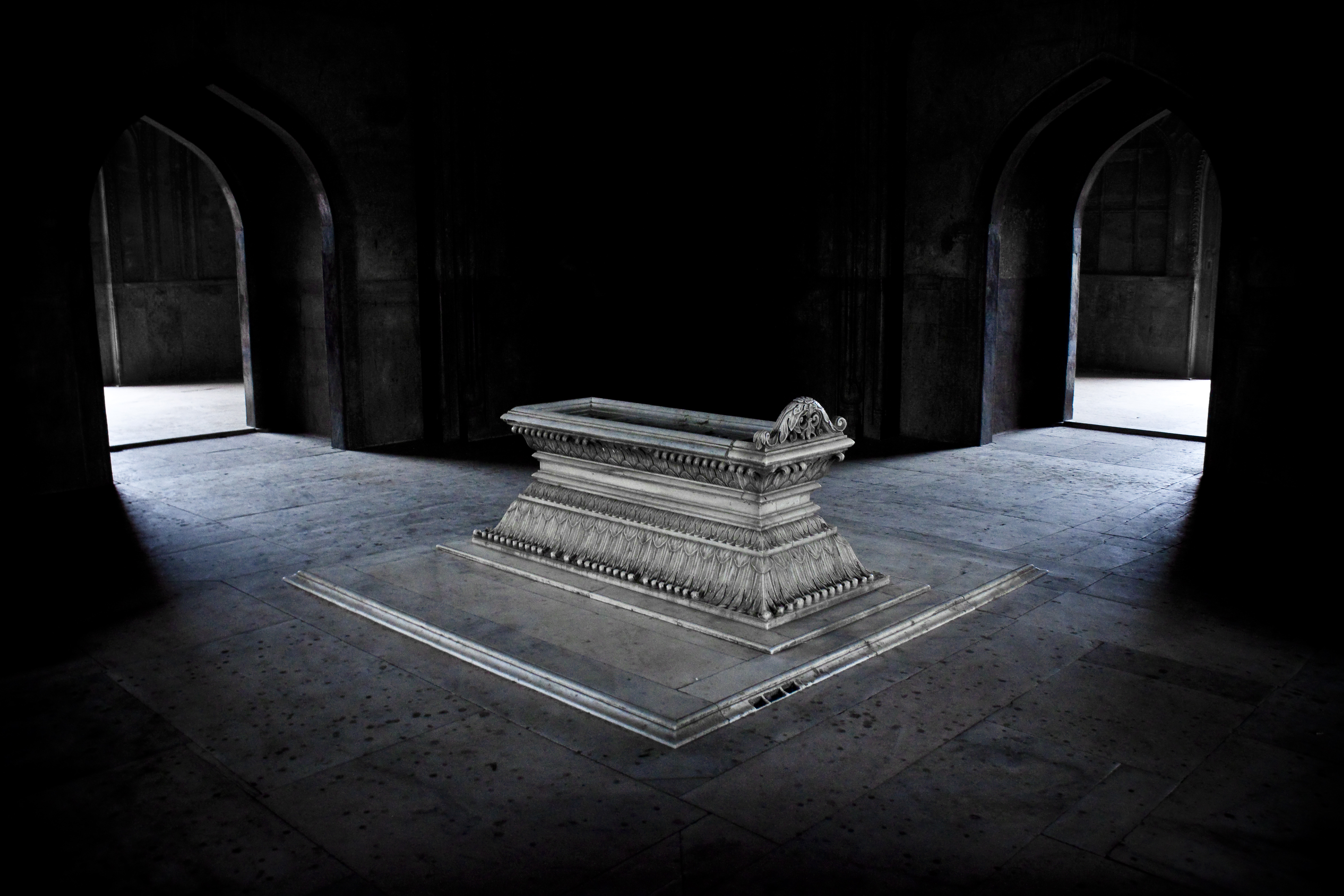
Tumba de Safdarjung

El 21 de agosto de 2012, el entonces ministro de Salud de la India, Ghulam Nabi Azad, ofreció oraciones de Eid en una mezquita del complejo. Sin embargo, según la ley del ASI, «no se permiten oraciones en monumentos protegidos centralmente a menos que la práctica prevaleciera en el momento en que se notificó como protegido» y la tumba de Safdarjung es uno de los 174 monumentos protegidos en Delhi. También más temprano, el vicepresidente indio Hamid Ansari «planeaba ofrecer oraciones de Eid» en la tumba, pero fue cancelado a la «hora undécima».
La tumba tiene cuatro fuentes en cada uno de sus costados. En diciembre de 2013, se informó que se estaba llevando a cabo un plan para «activar las fuentes», ya que los funcionarios creían que «estaban en condiciones de funcionamiento». Pero en una excavación reciente, el ASI desenterró un sistema de drenaje adyacente a la fuente. El sistema «les ayudaría a reiniciarlos». Aunque hay cuatro fuentes, según el ASI solo la que está frente a la entrada principal es «funcional».
En junio de 2014, el ASI trasladó su oficina en la tumba a las Oficinas de la Piscina General cerca de la Colonia del Ejército Nacional de la India. En noviembre del mismo año se instalaron nuevos paneles de visitantes en la tumba para «promover los monumentos menos conocidos pero llamativos de la ciudad [Delhi]».
Algunas escenas de la película Jobs (2013) fueron filmadas en la tumba.

## Galería de imágenes

Vistas exteriores del mausoleo
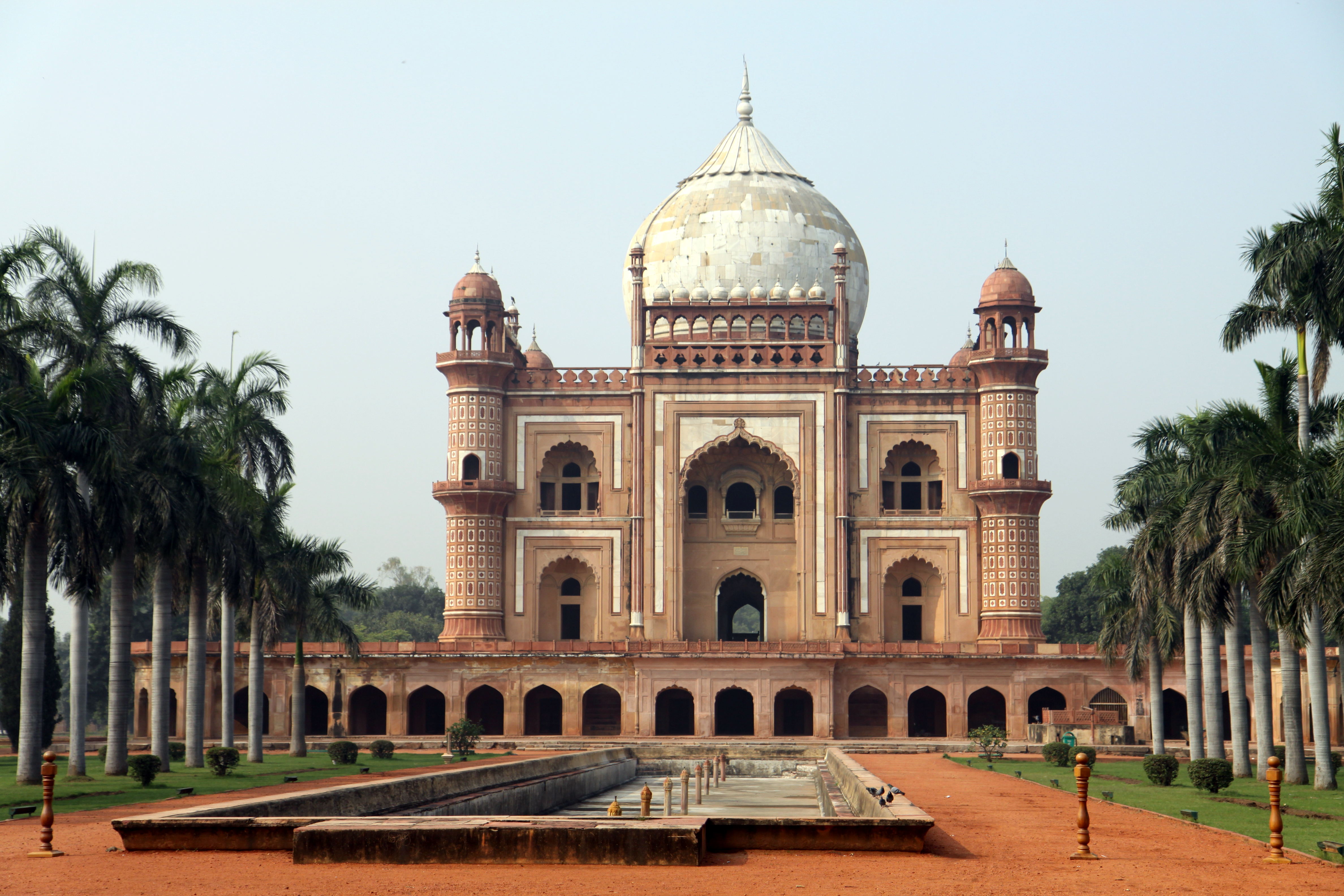
Fachada principal del mausoleo
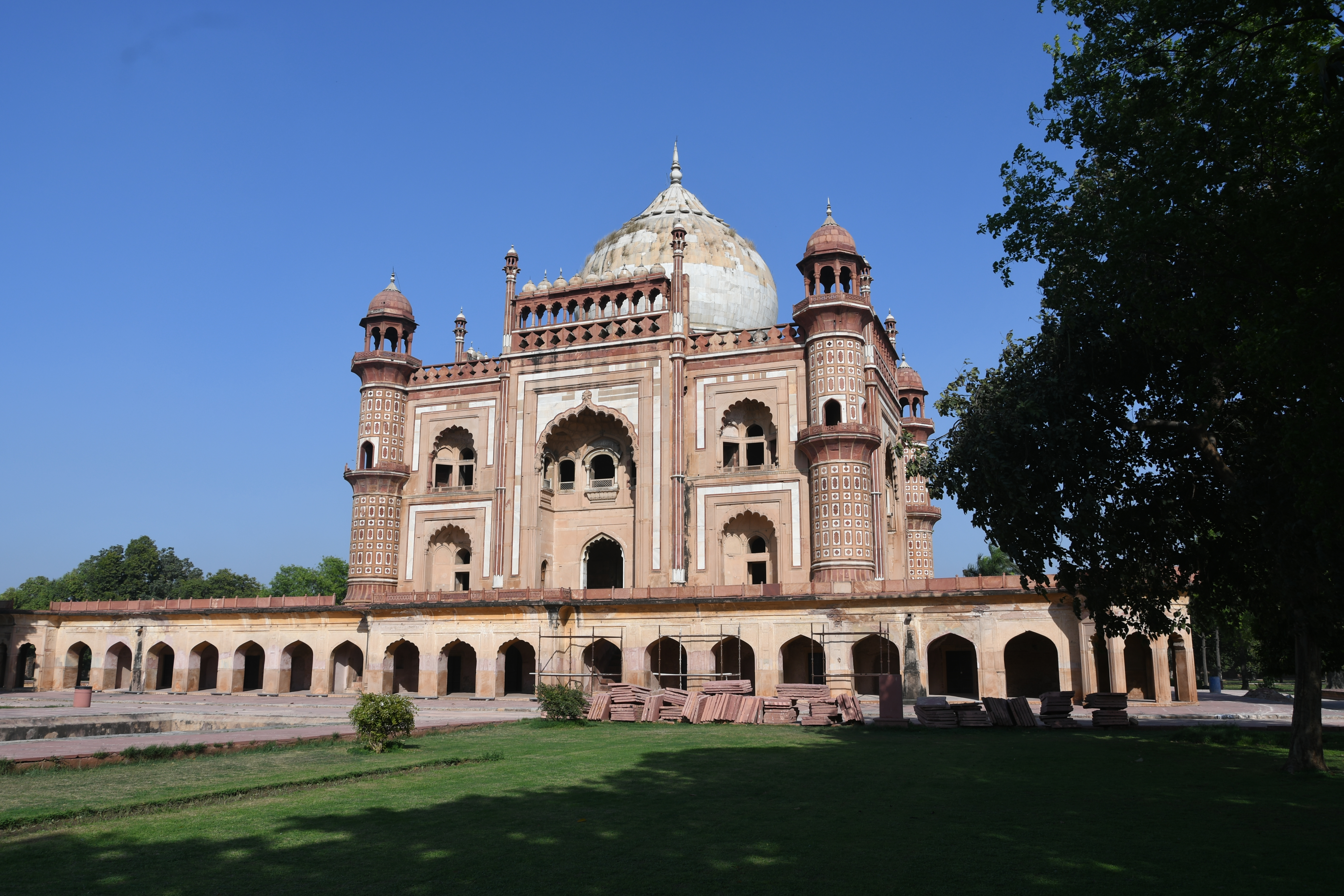
Vista general del edificio
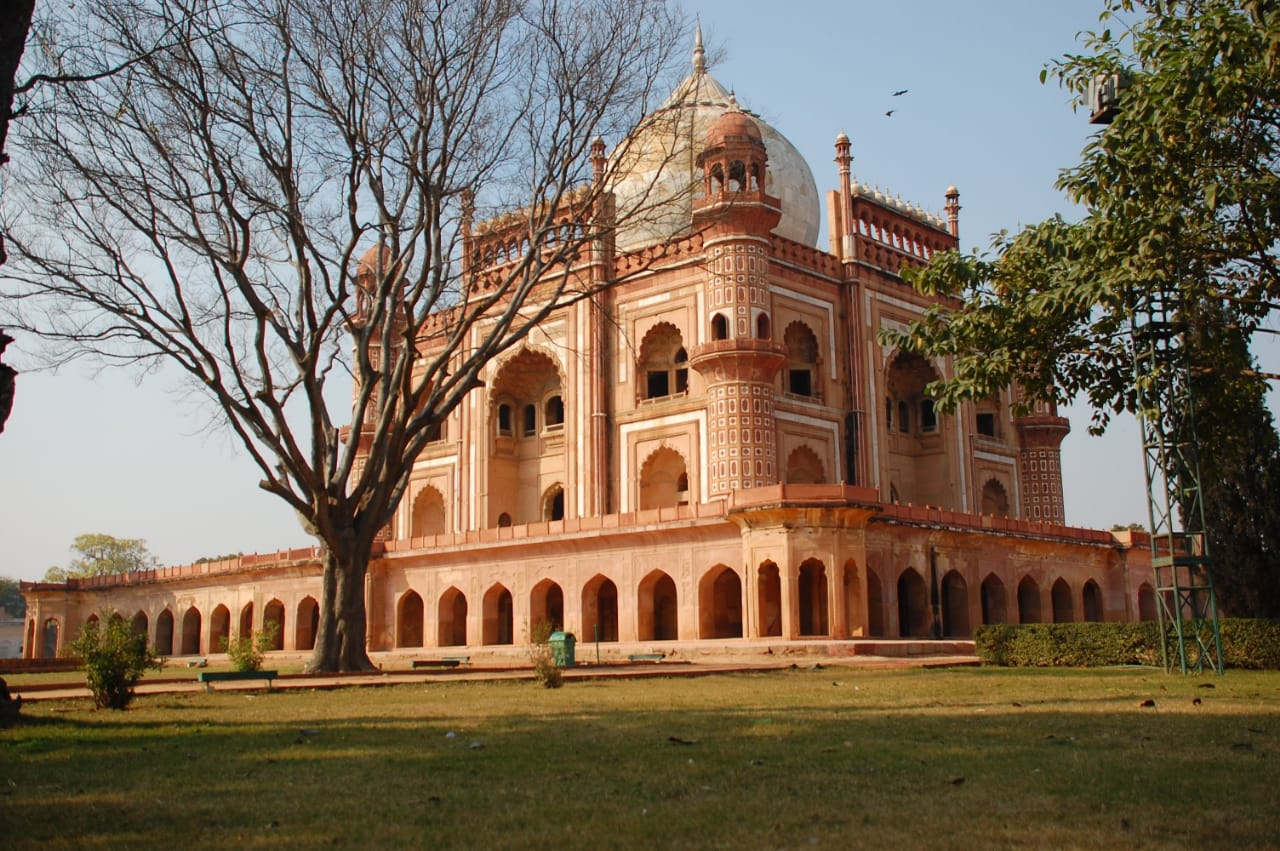
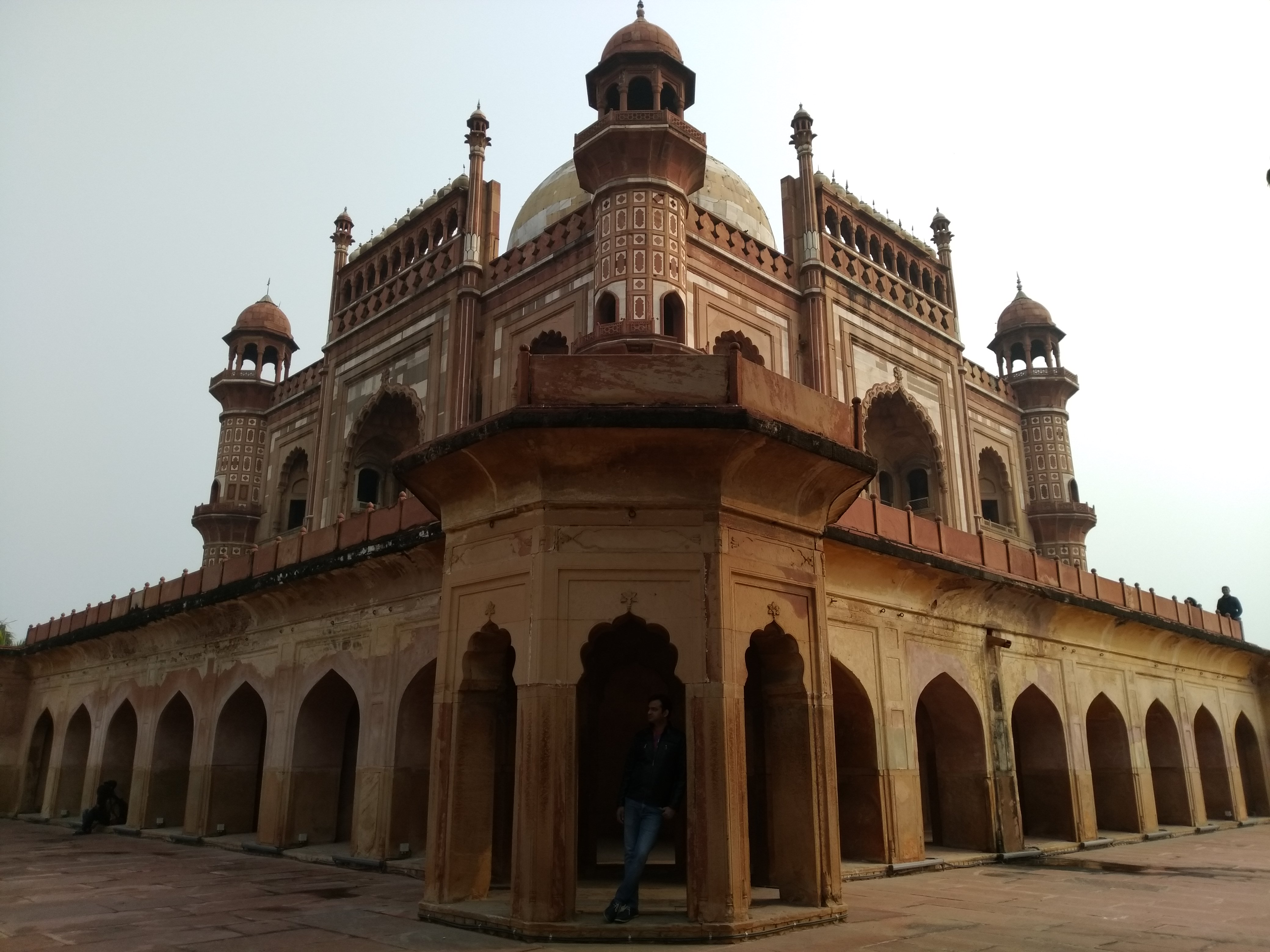
Vista en escorzo del mausoleo
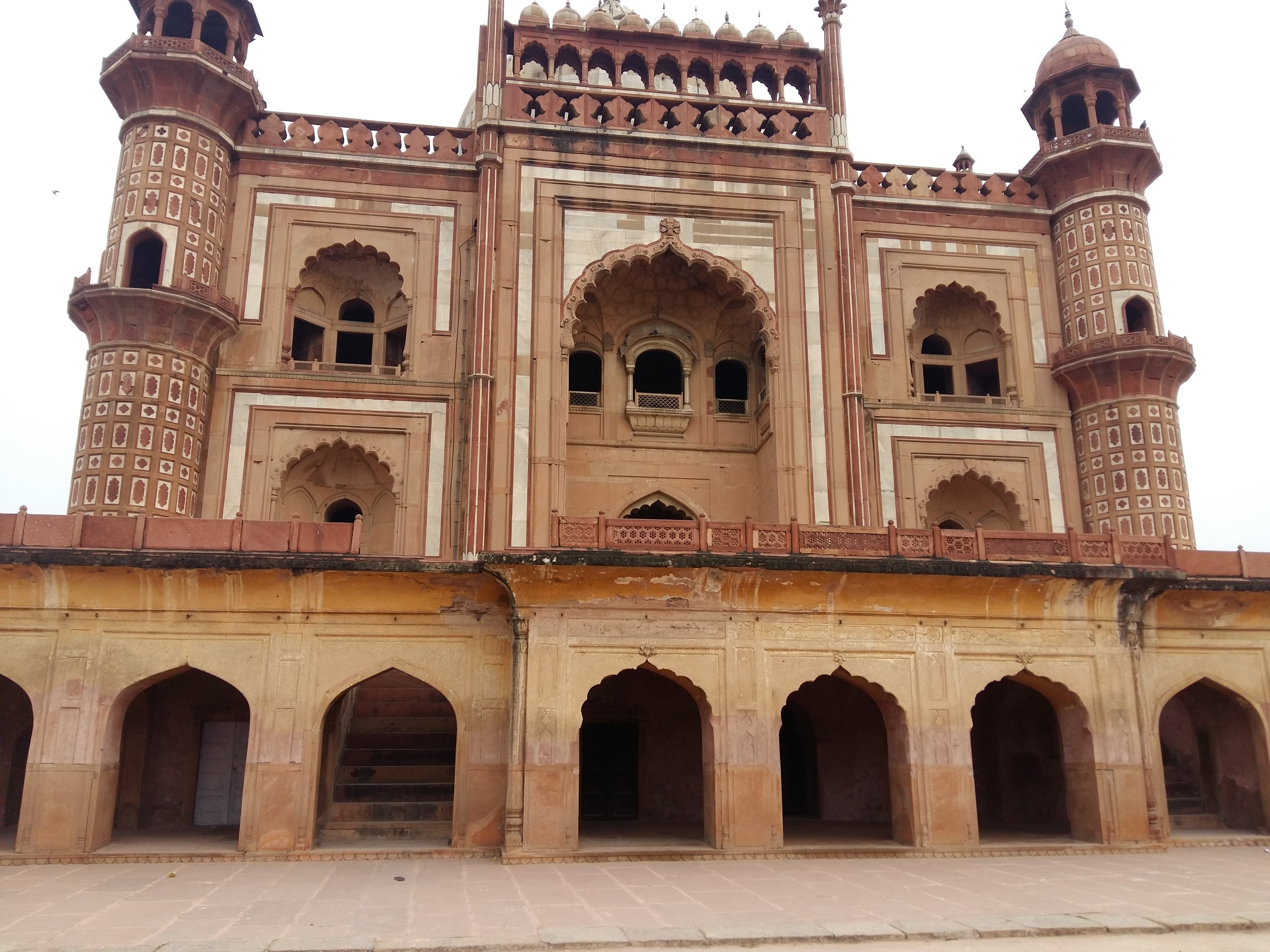
Fachada trasera

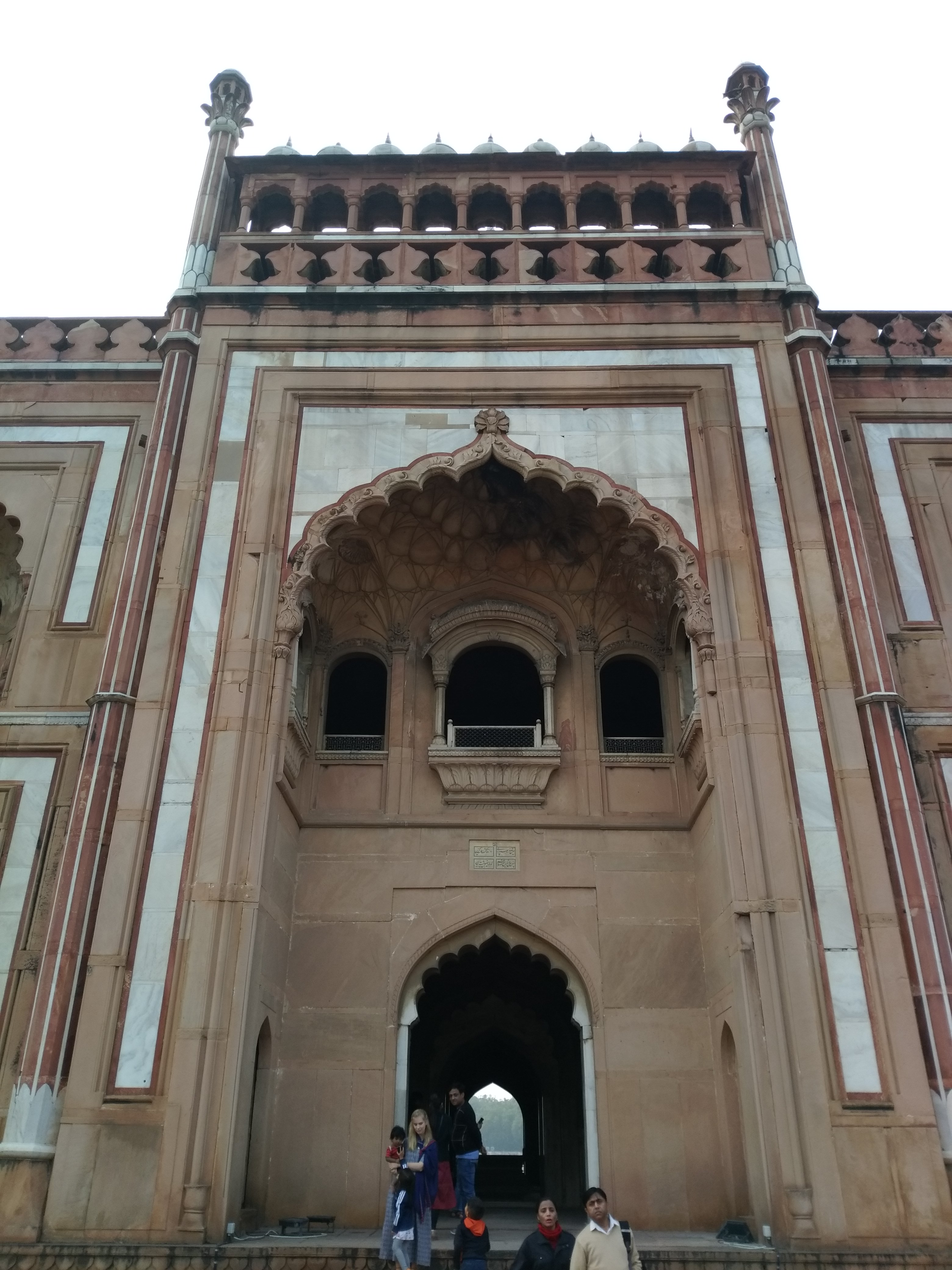
Entrada del edificio principal
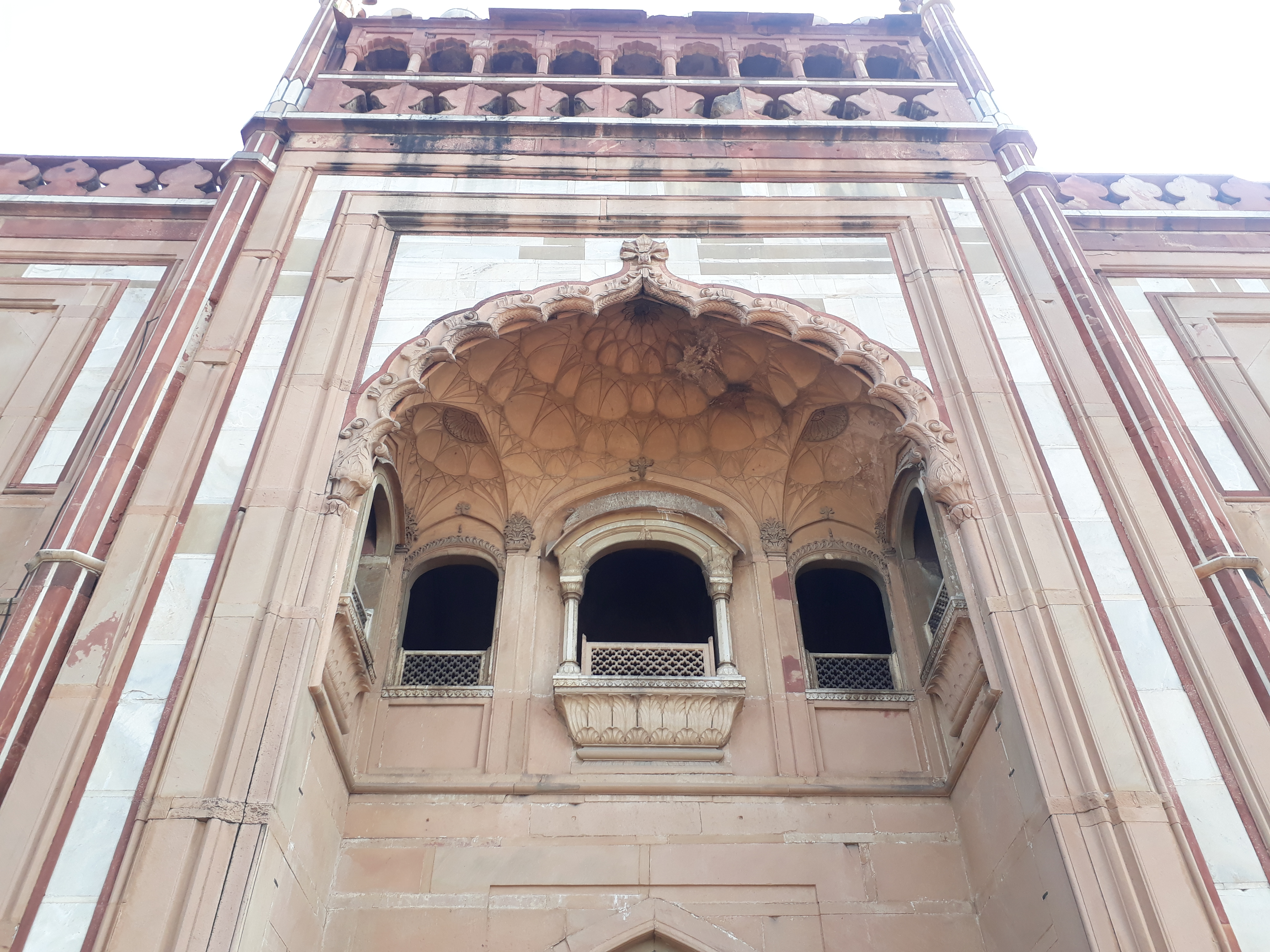
Detalle de entrada
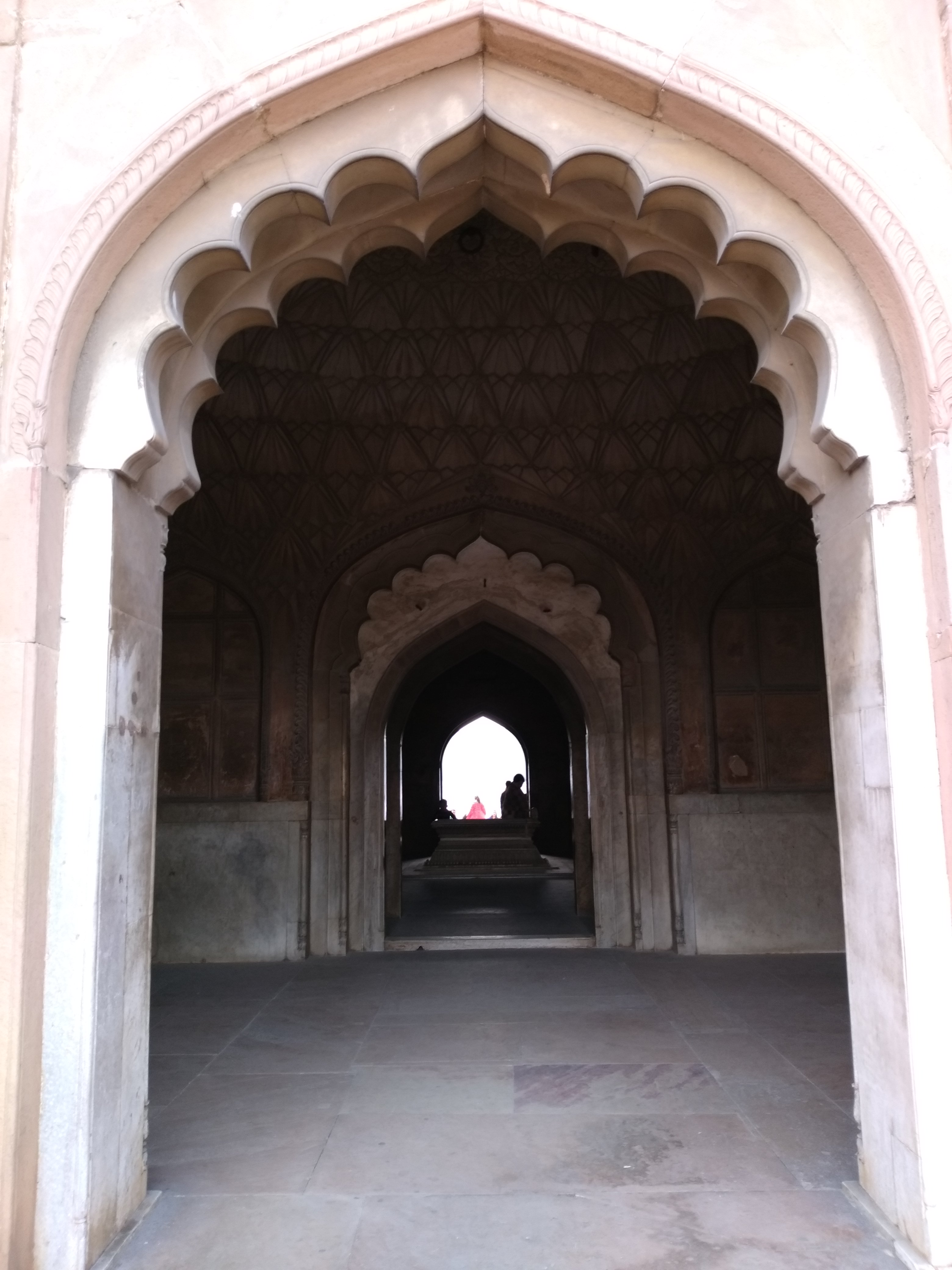
Puerta
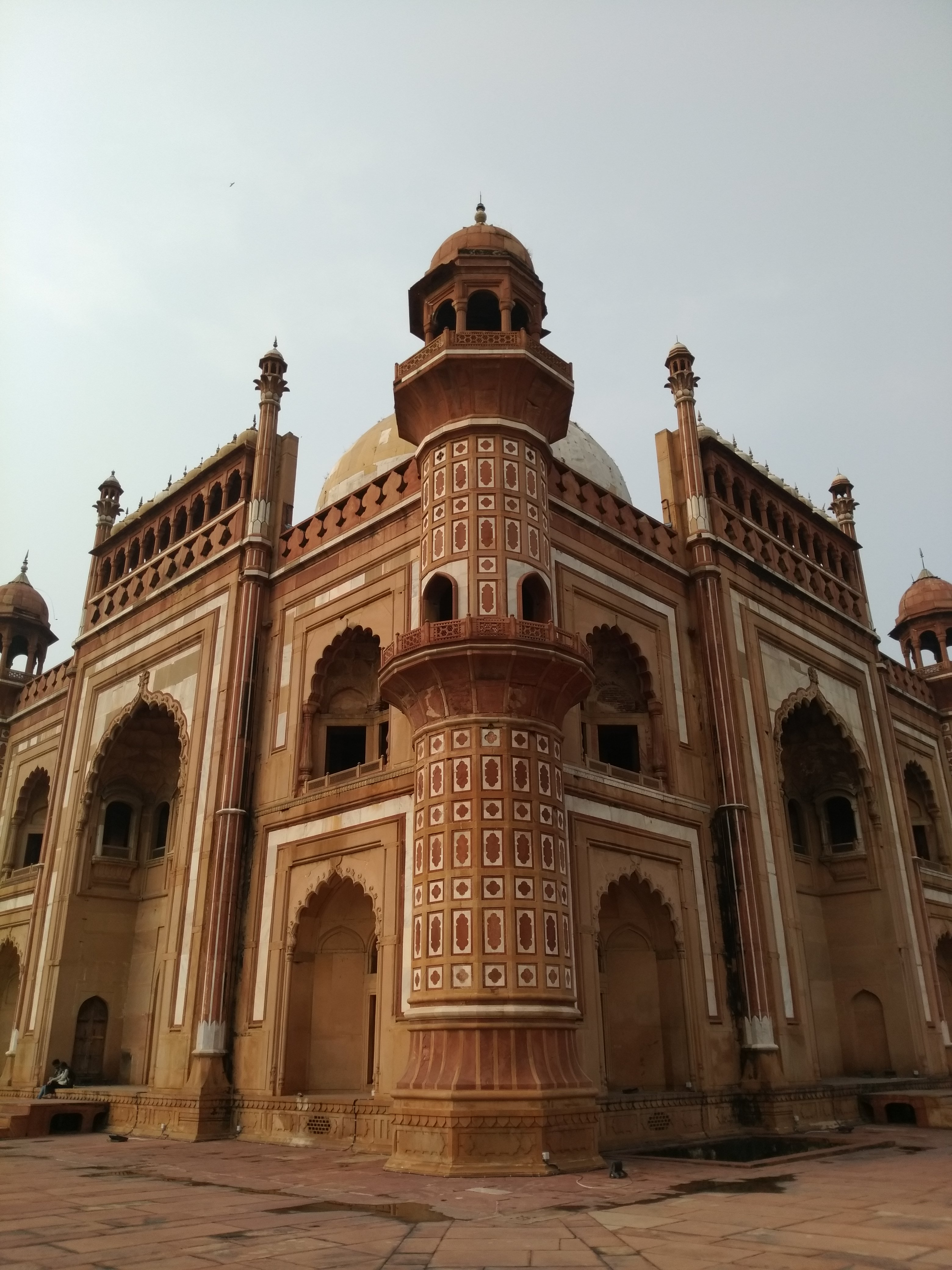
Minarete
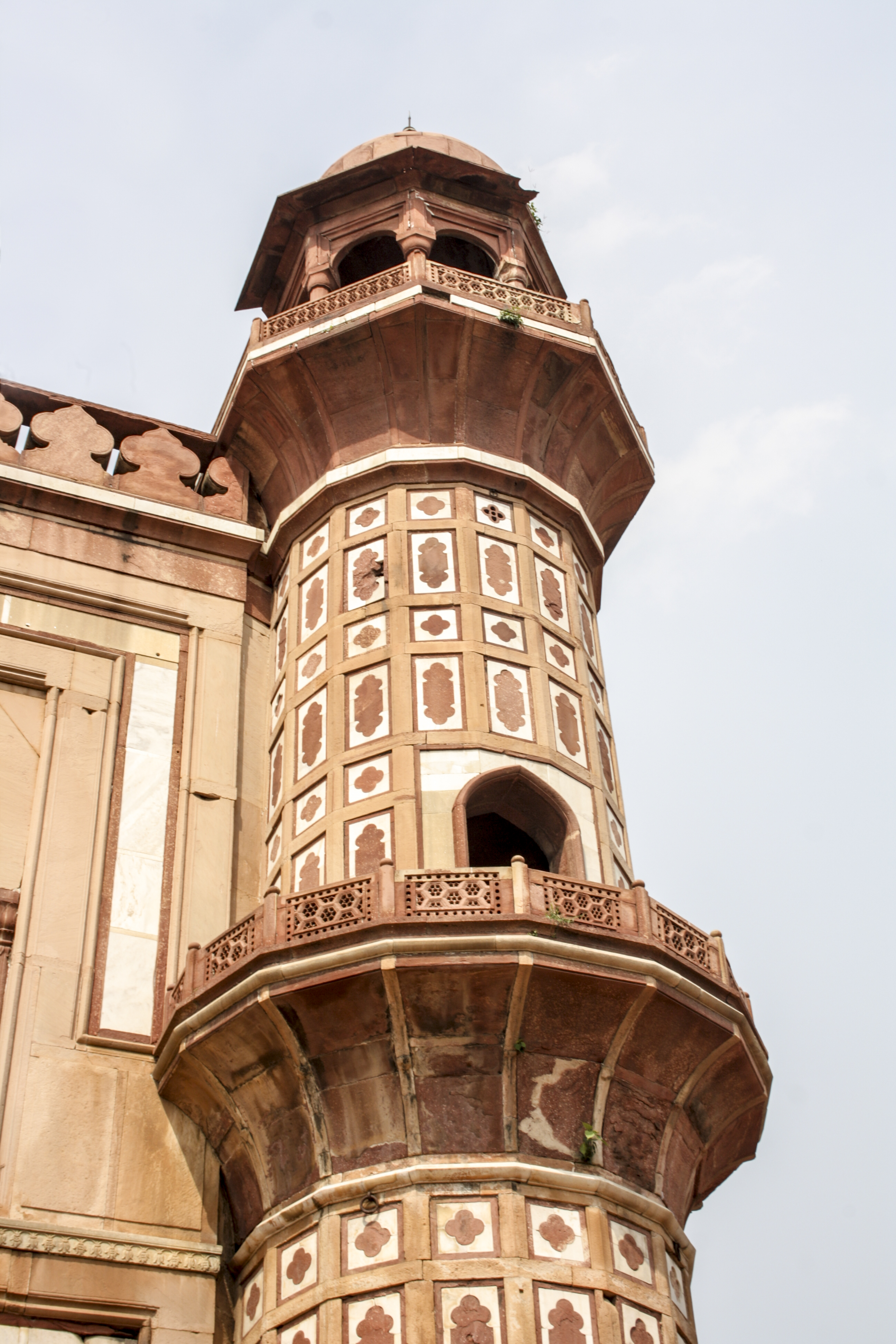
Detalle del minarete
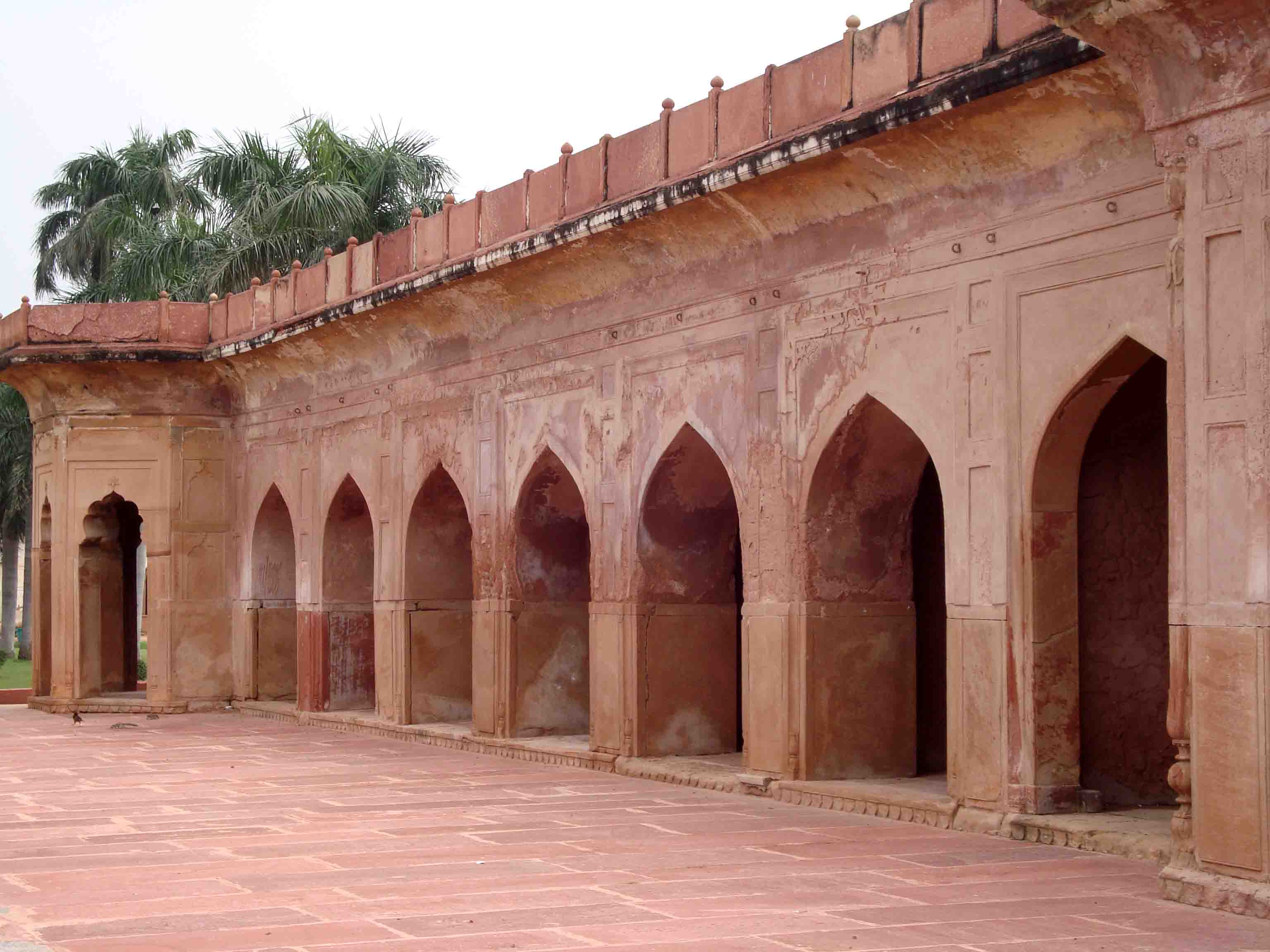
Vista del plinto
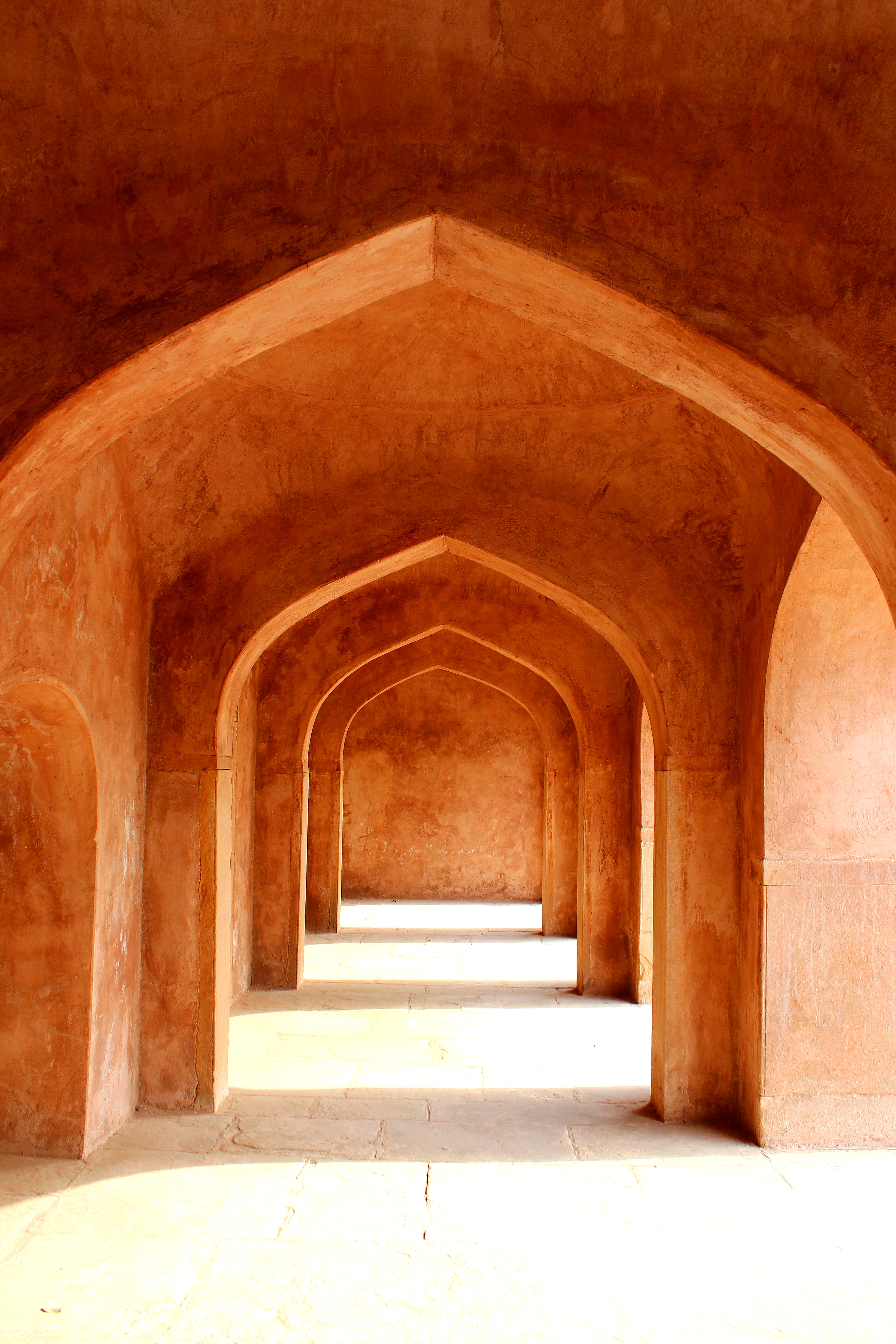
Pasillo interior de las arcadas

Vistas del jardín
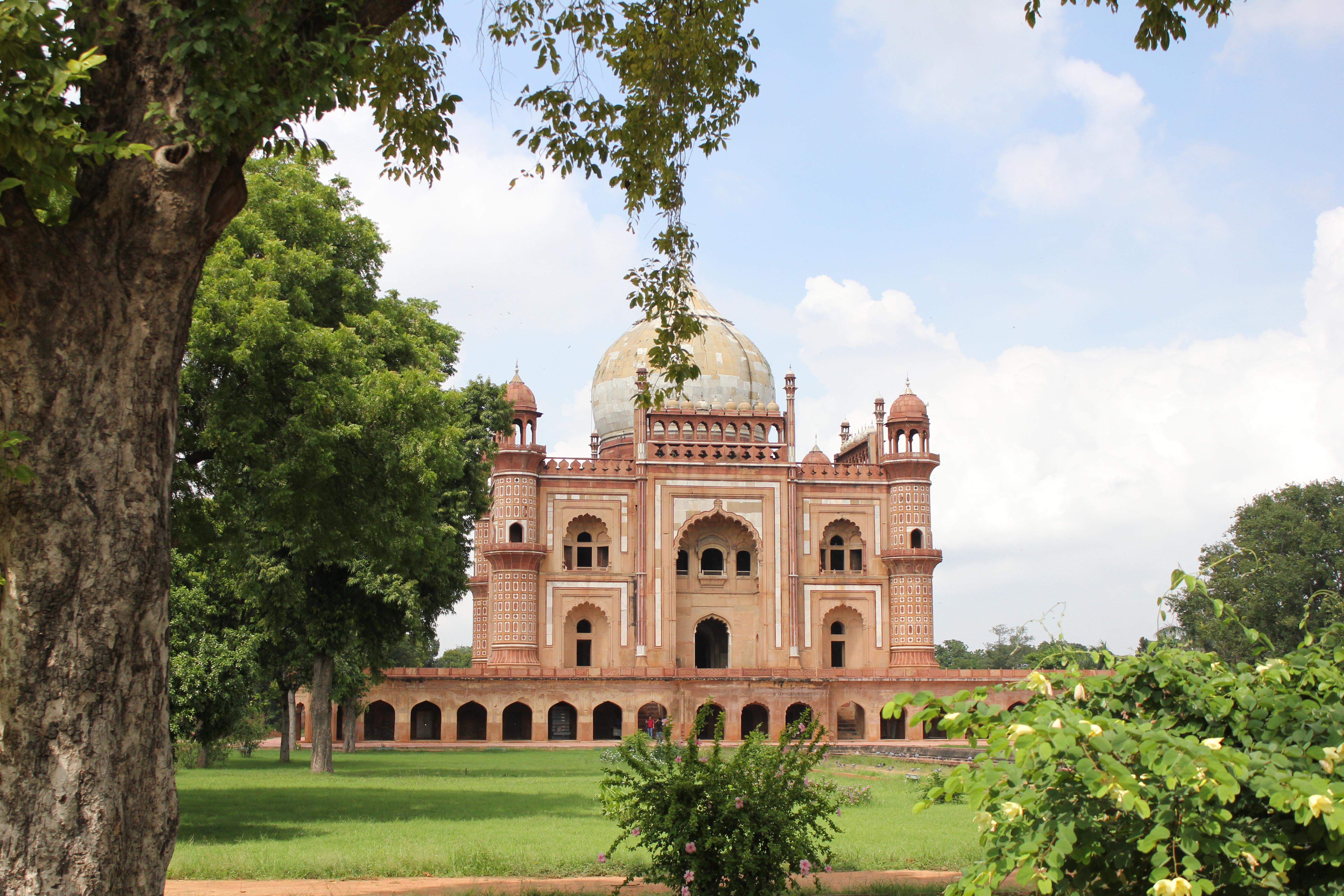
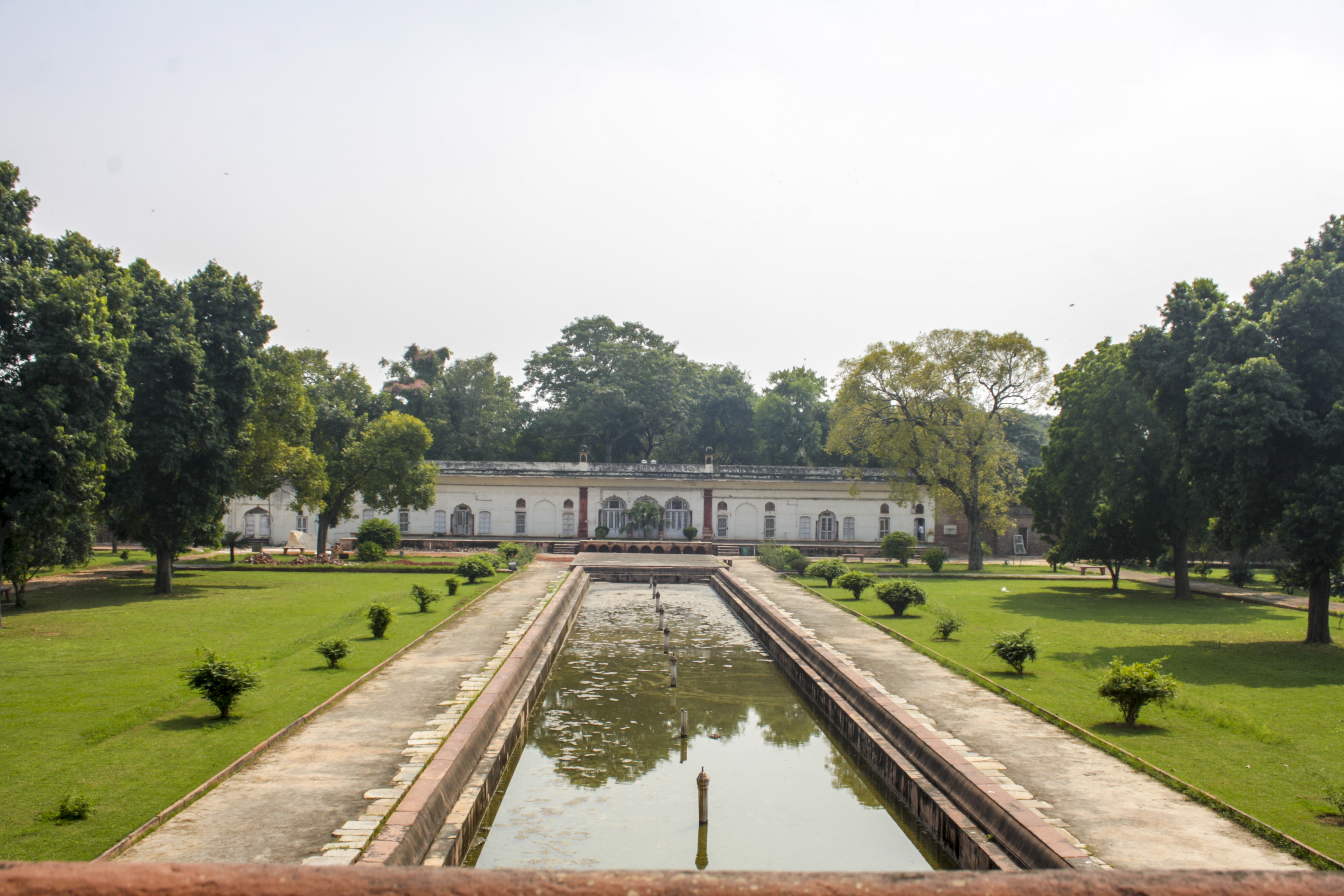
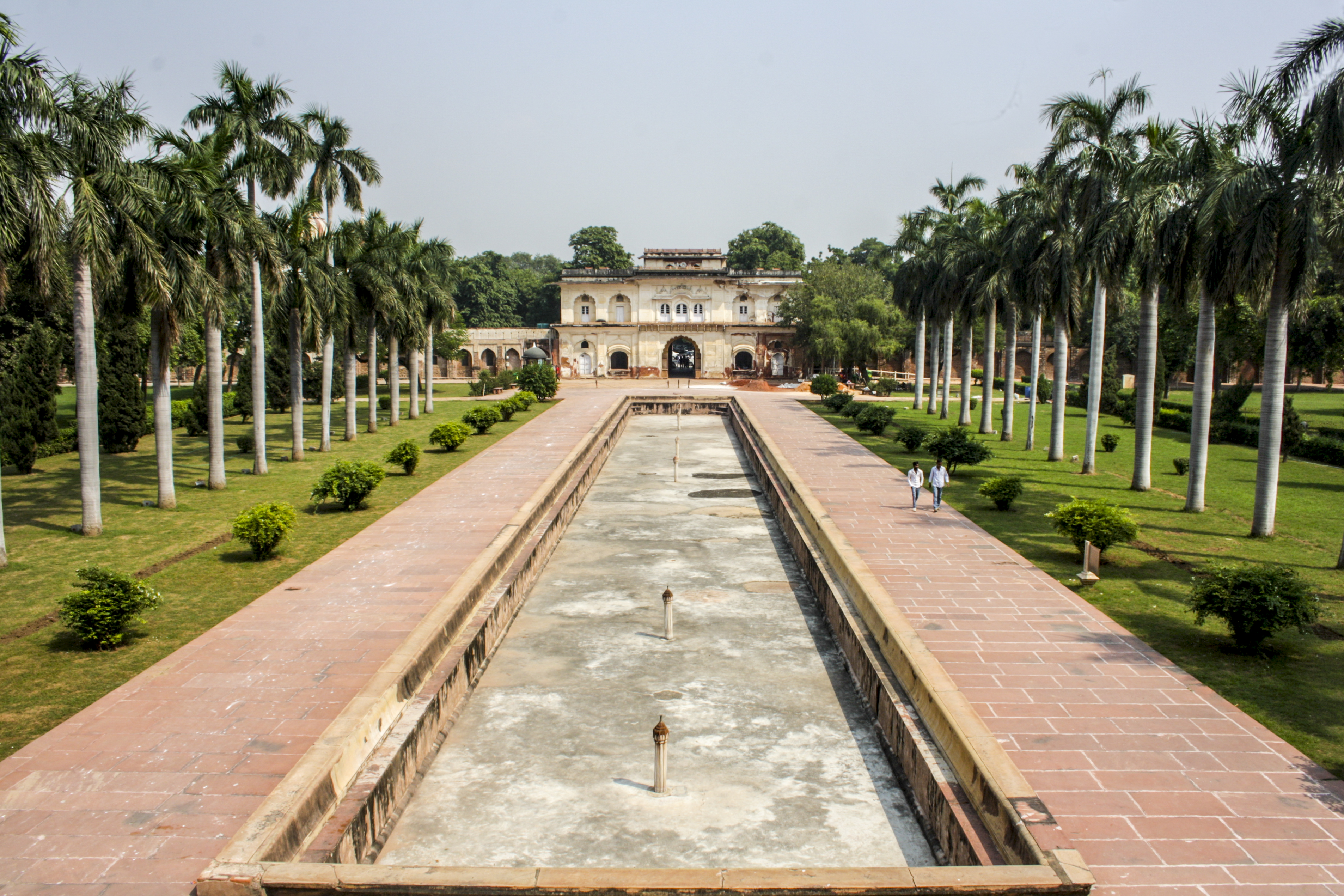
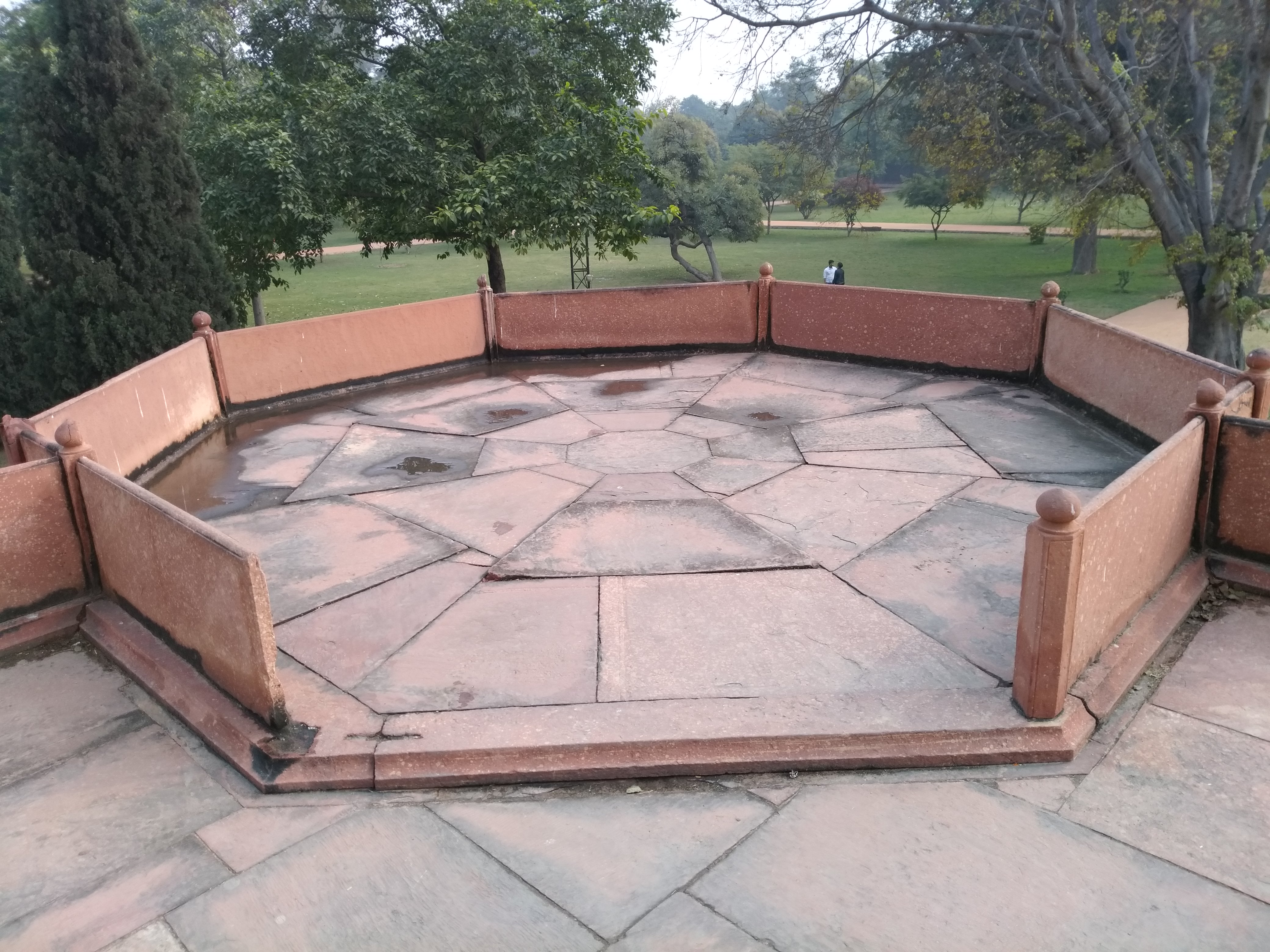
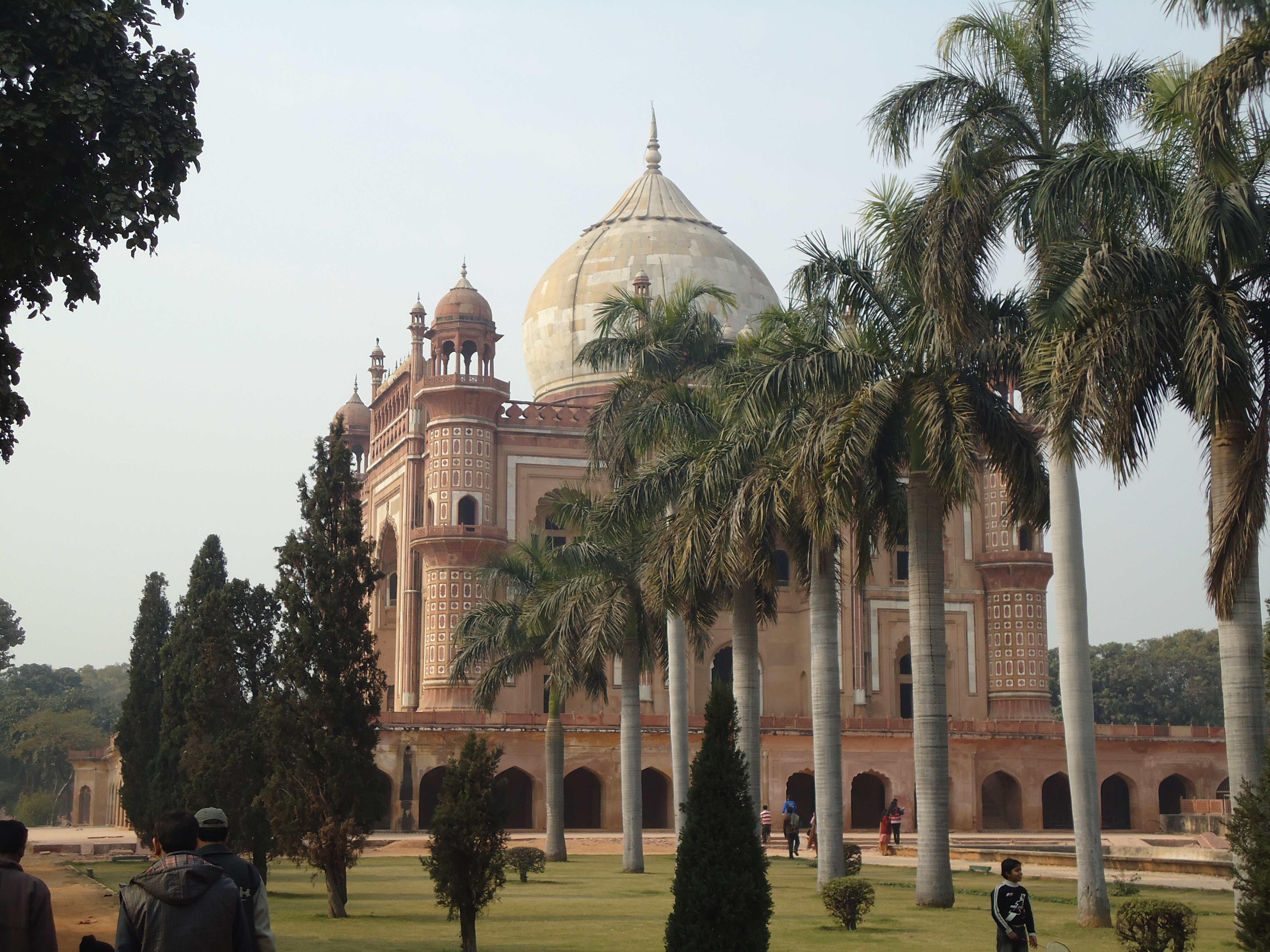

Vistas interiores del mausoleo
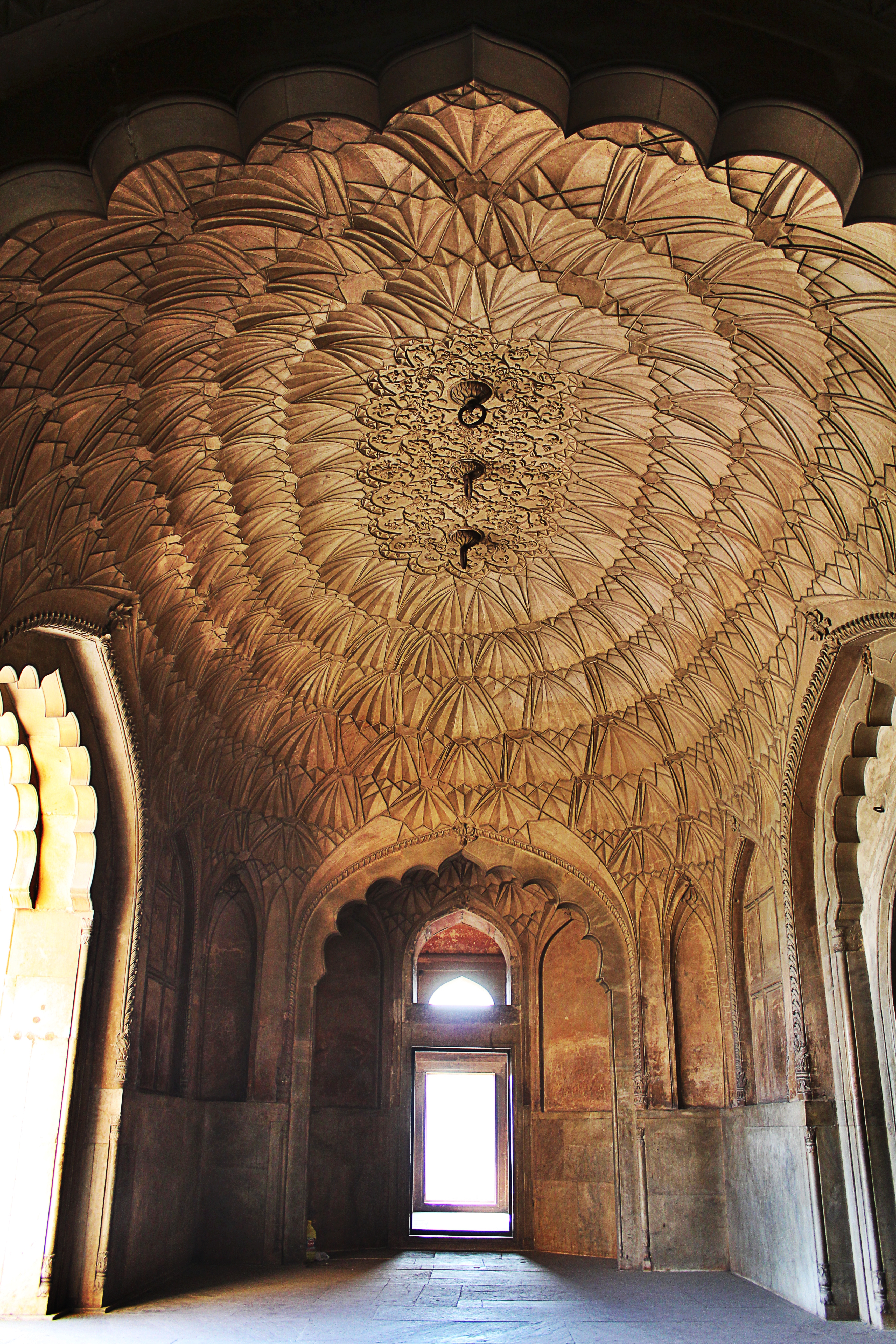
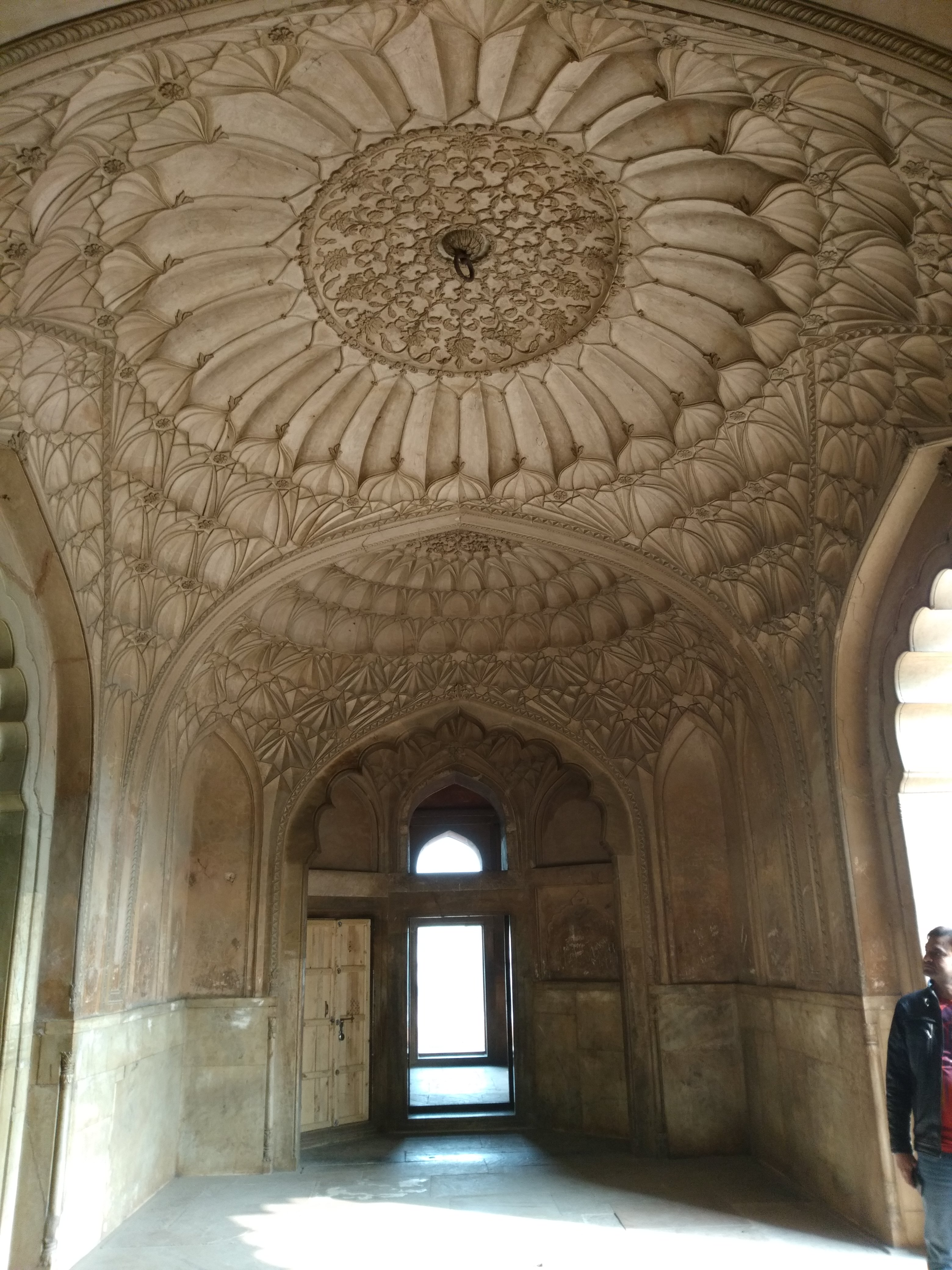
Interior dentro de la tumba
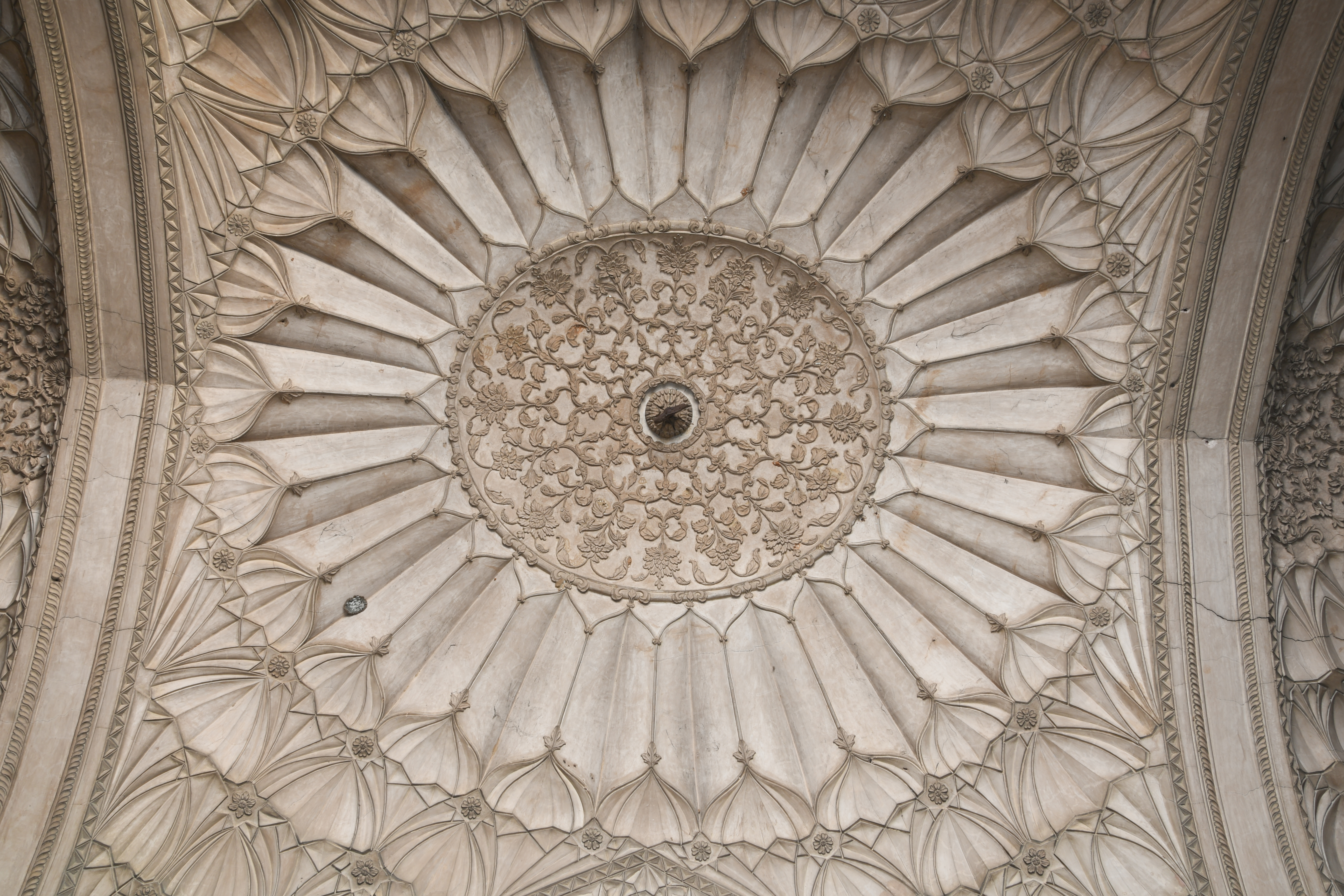
Techo con altorrelieves
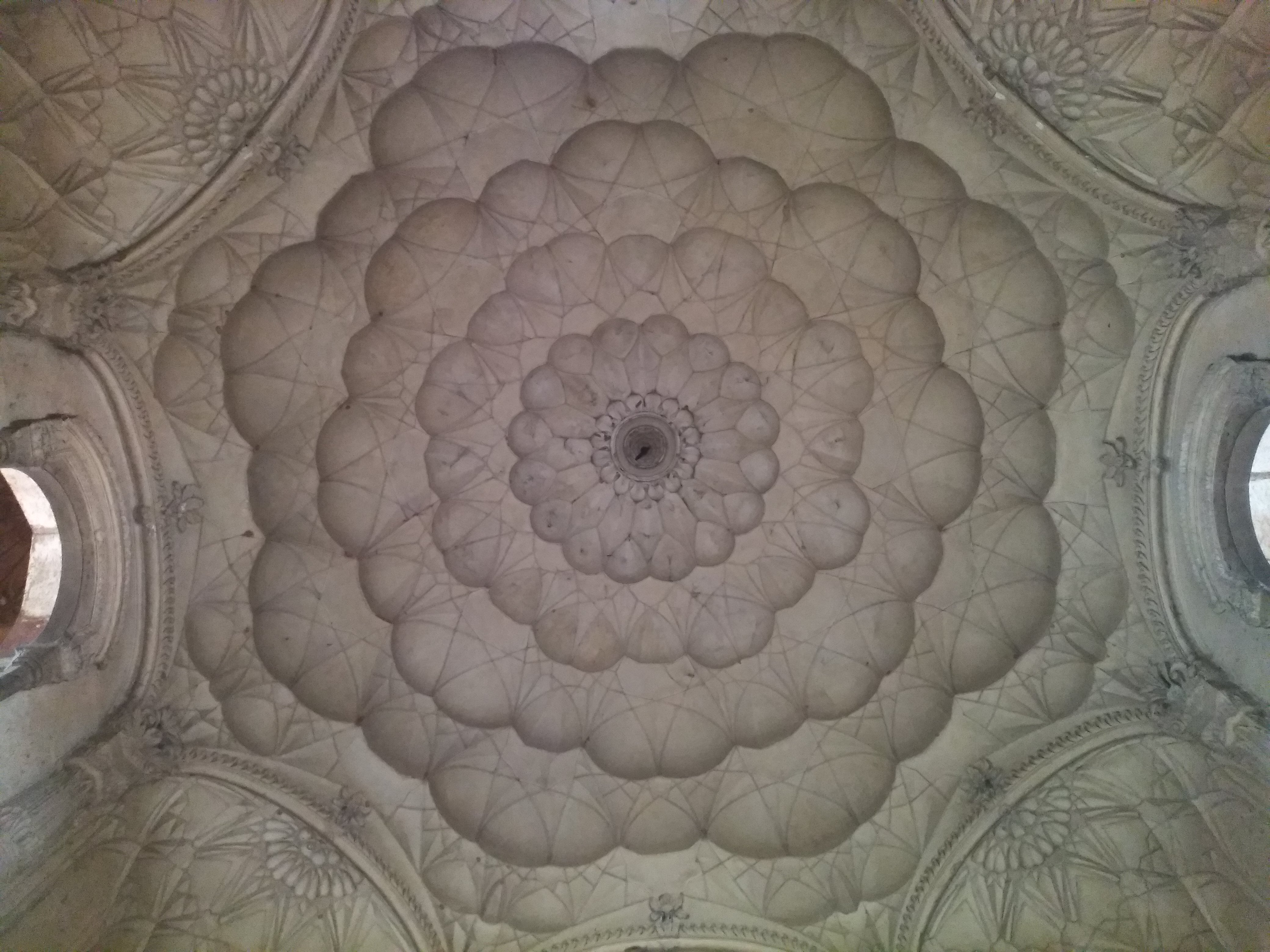
Techo con altorrelieves
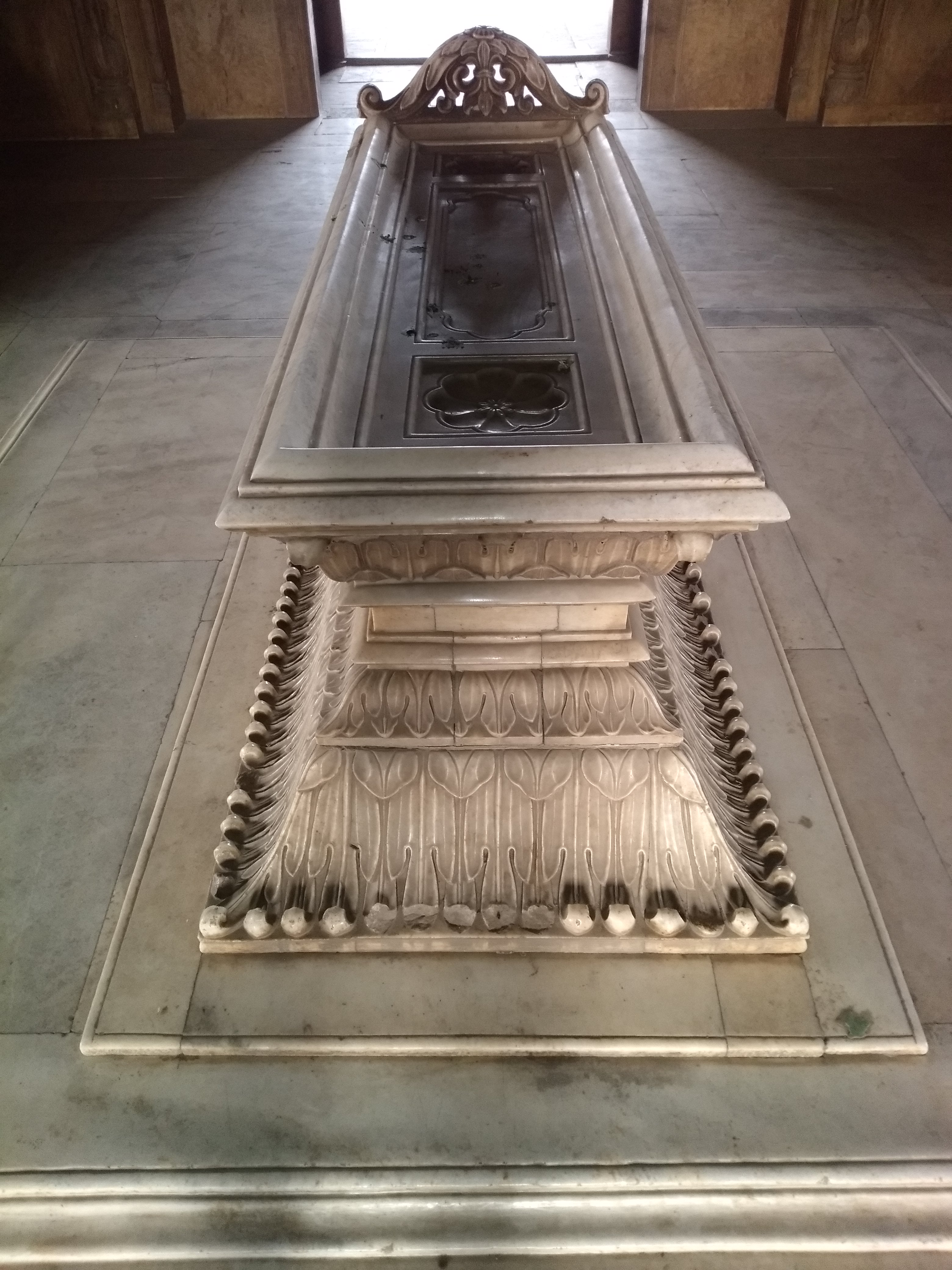
Tumba de Safdarjung

Pabellón de entrada al recinto
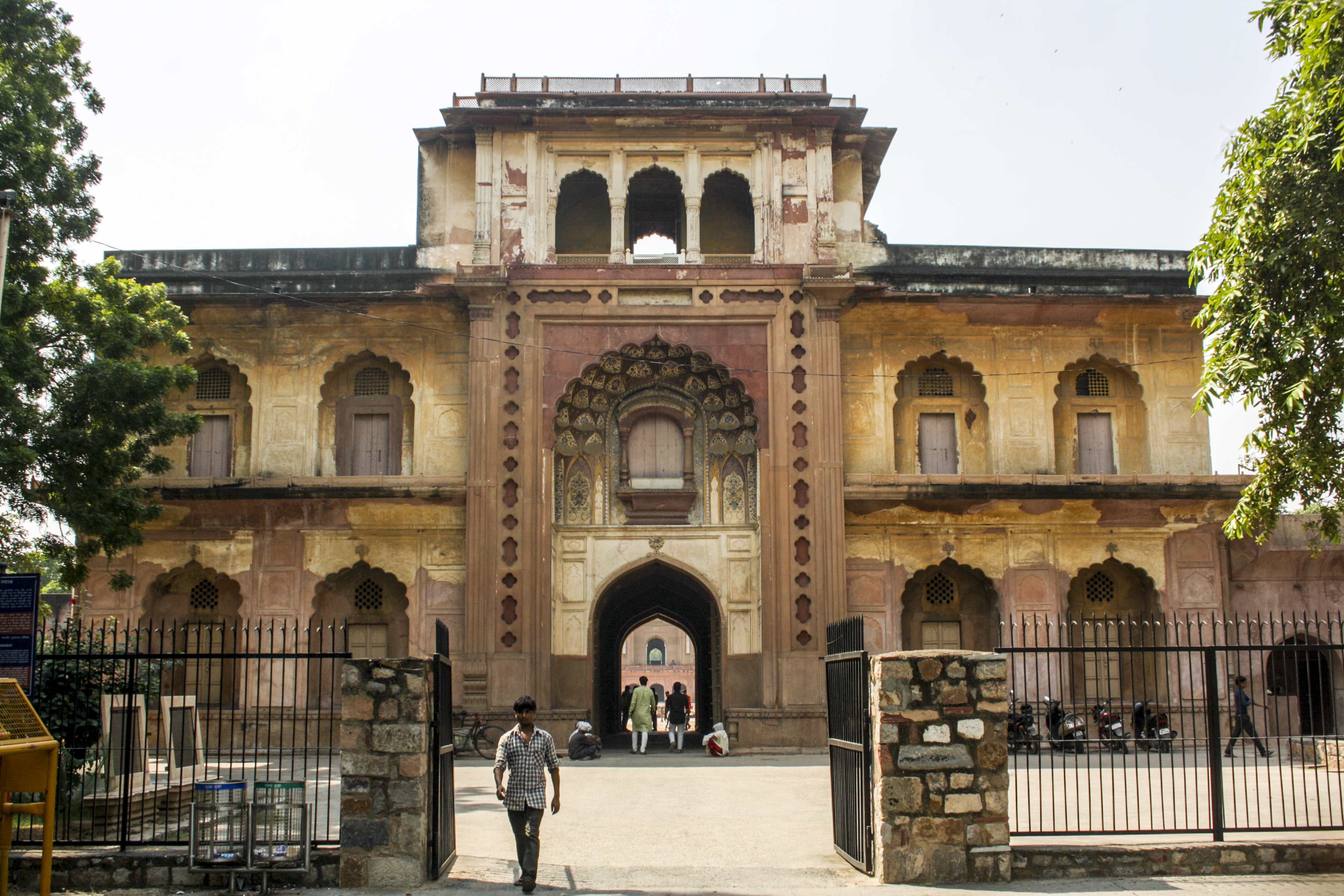
Entrada principal
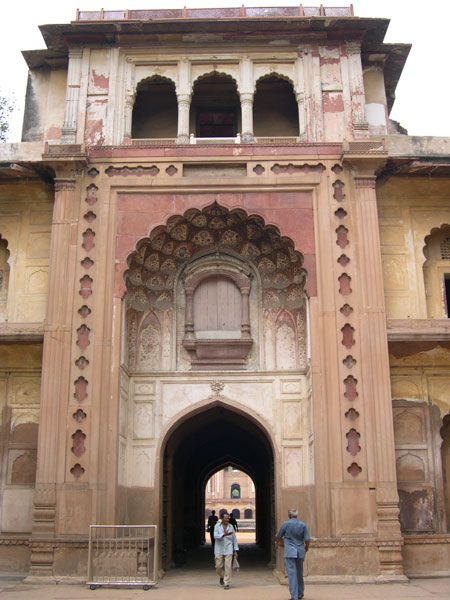
Detalle de la puerta central
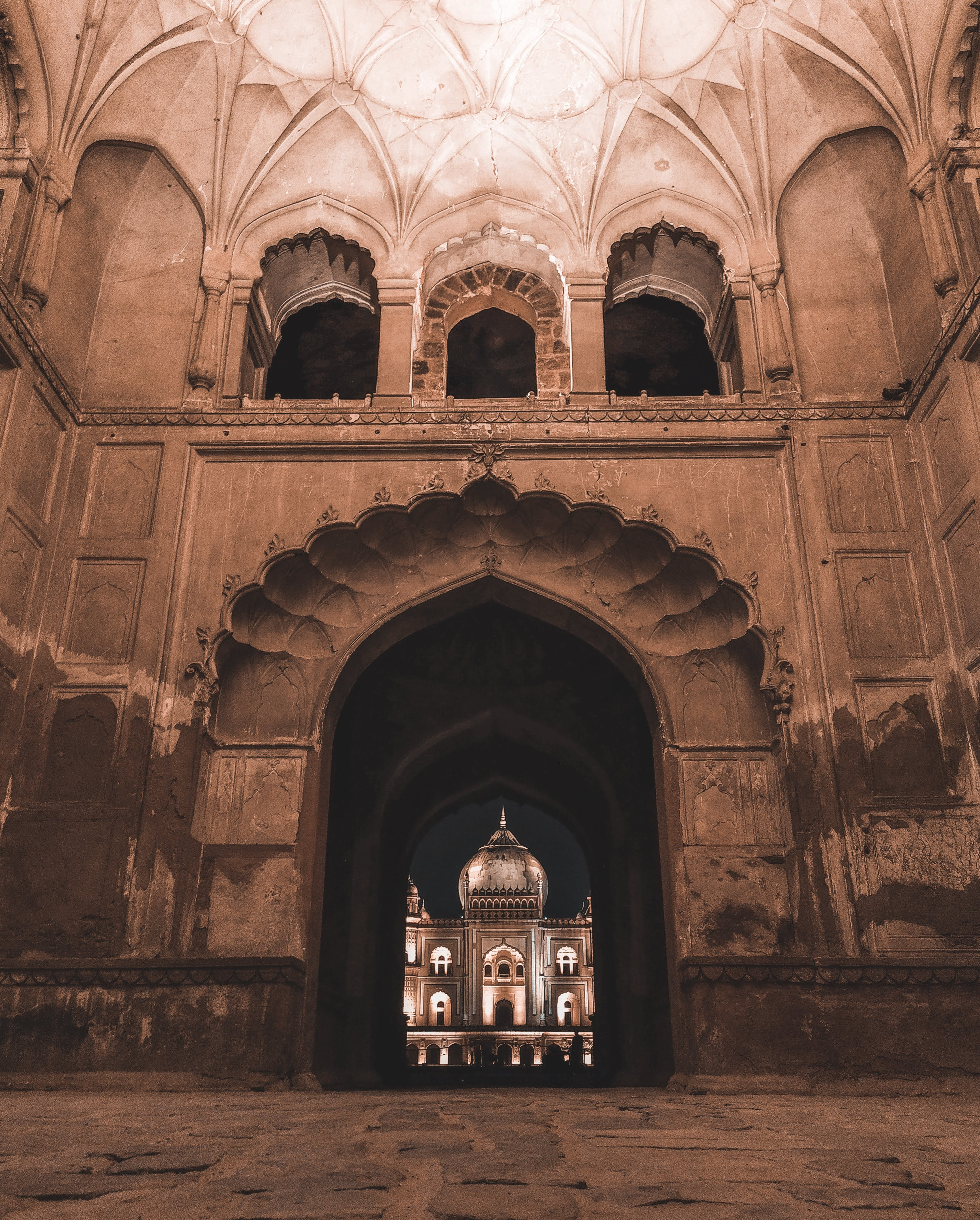
La entrada real
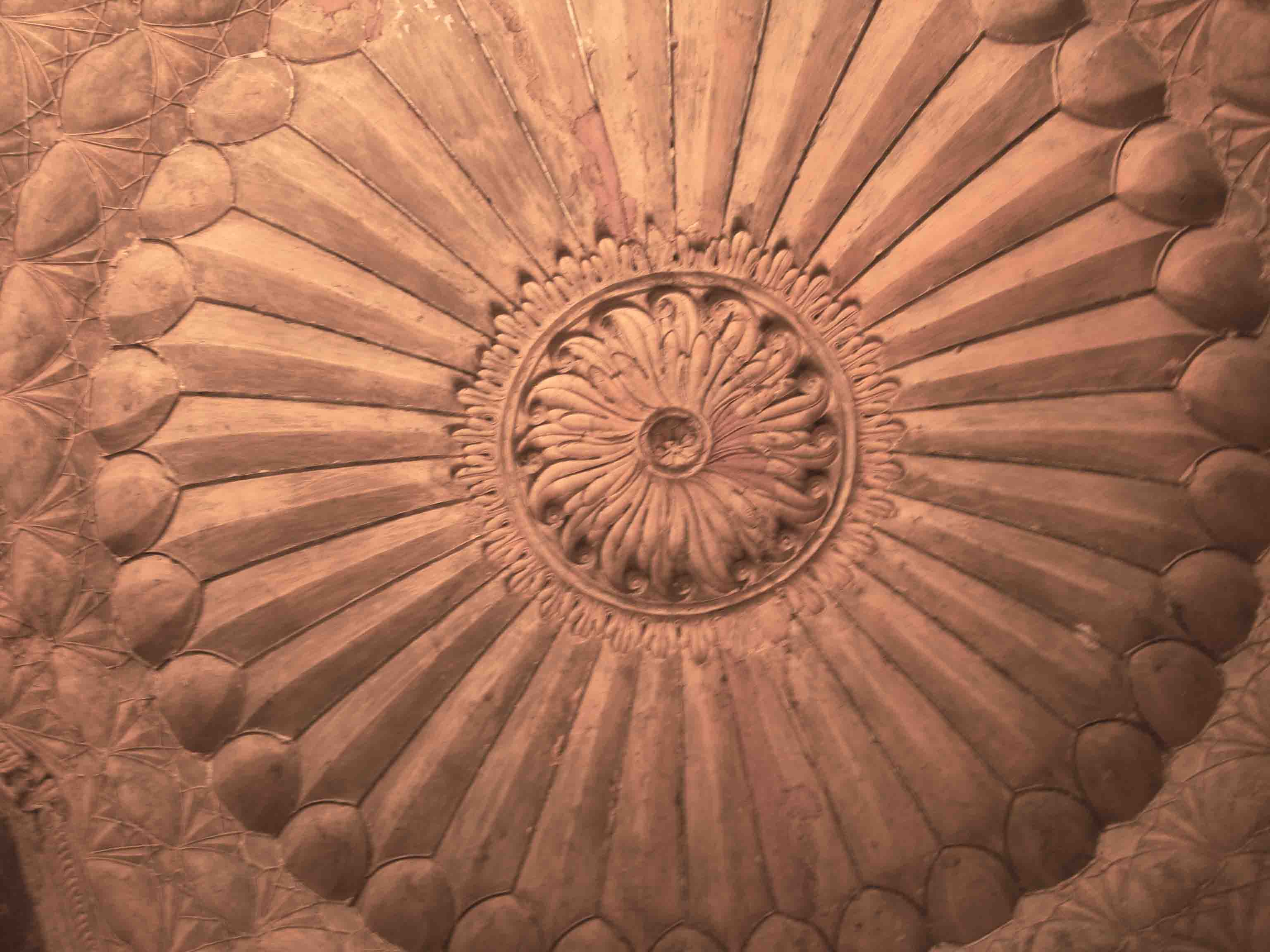
Techo del pabellón de entrada
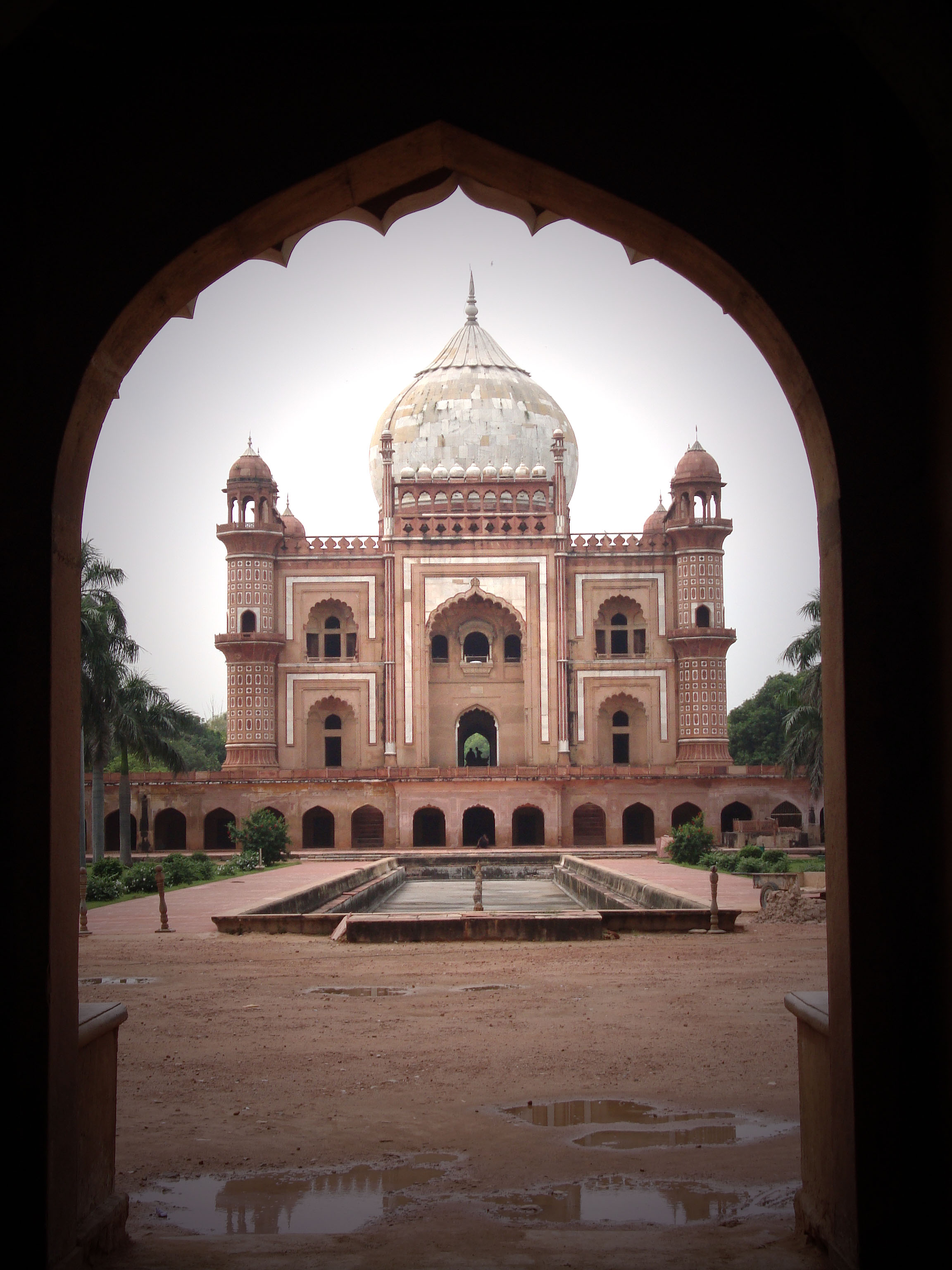
El mausoleo enmarcado por la puerta principal
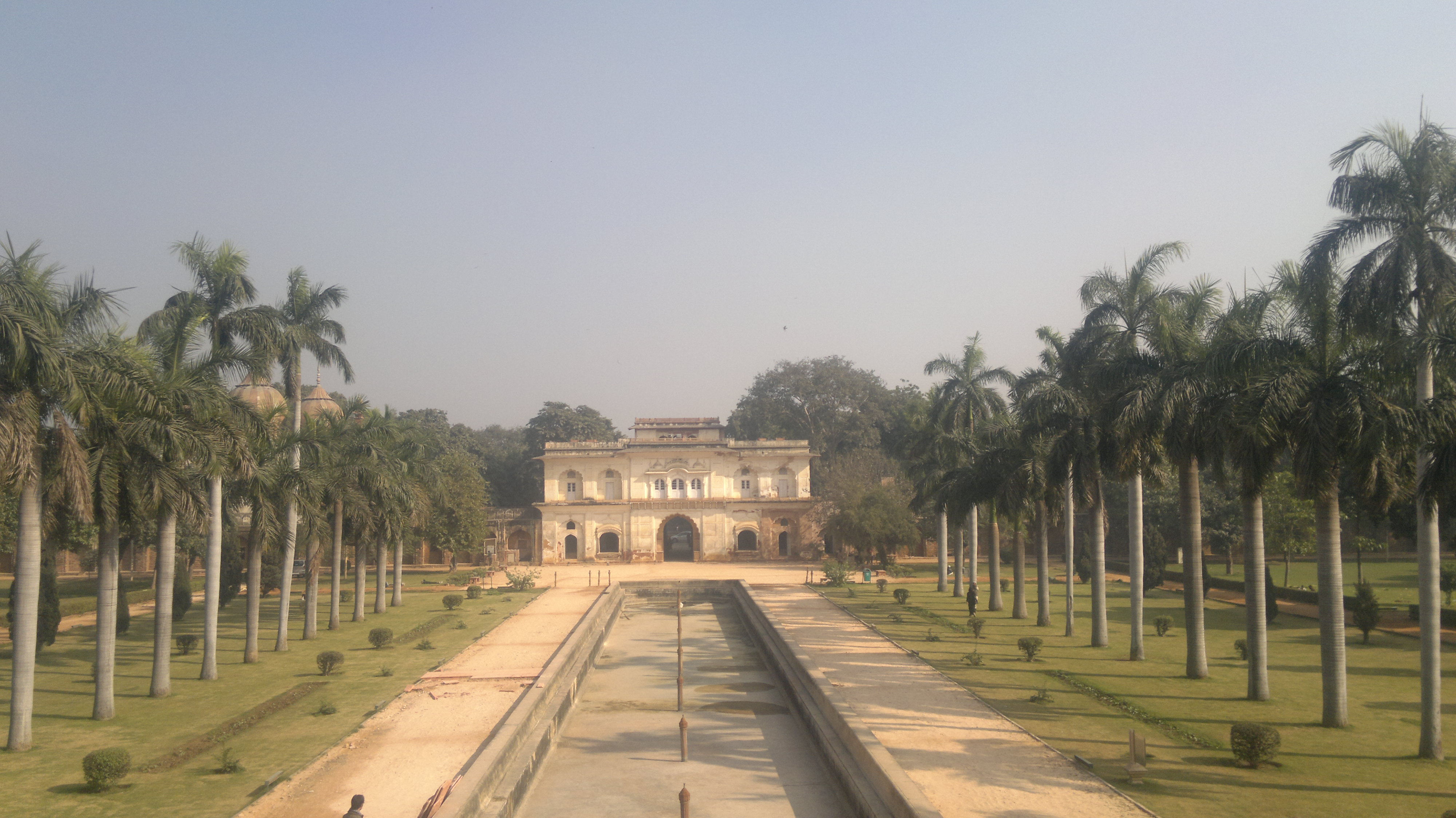
Fachada interior del pabellón de acceso desde el mausoleo

El edificio de la mezquita
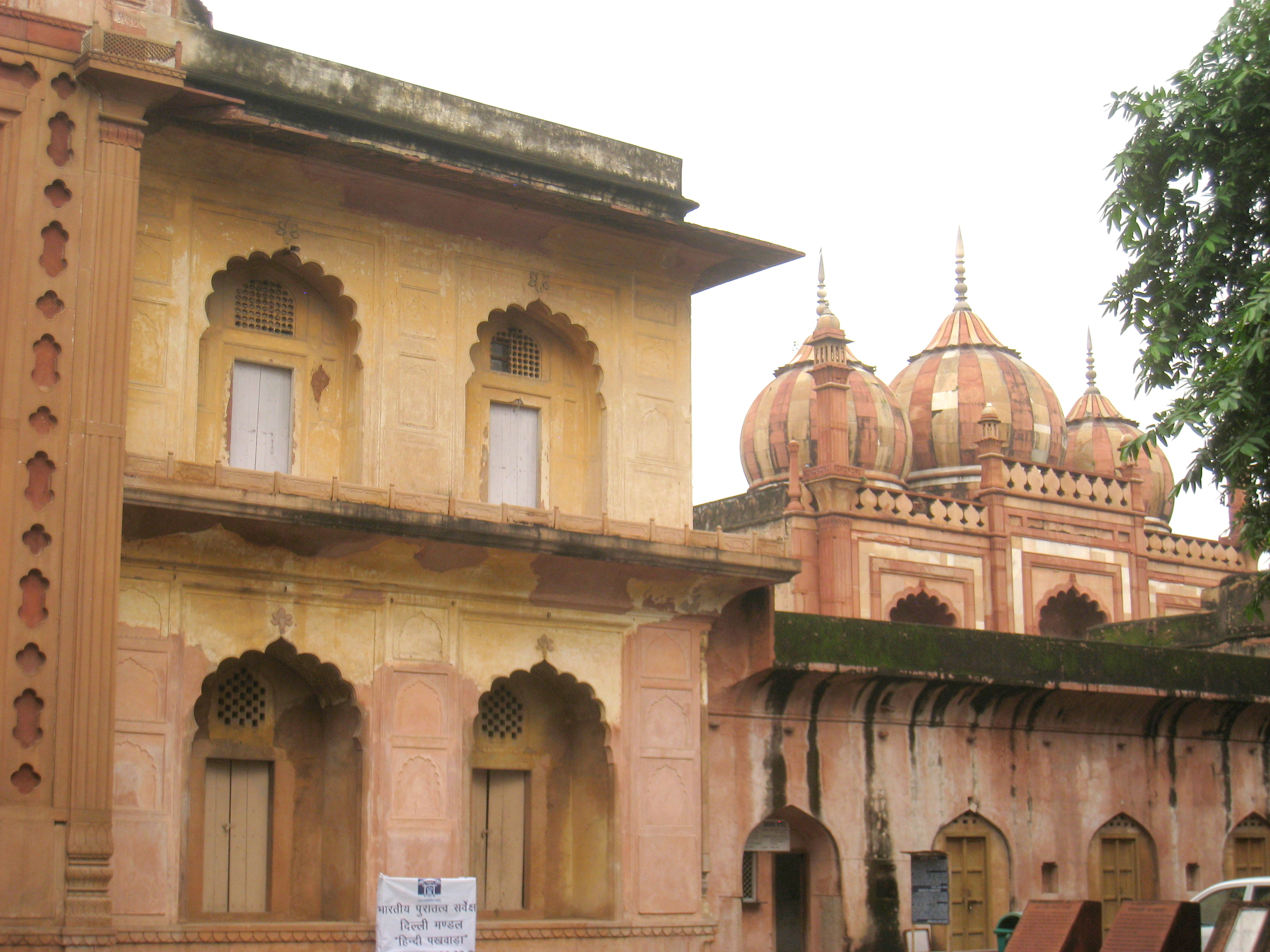
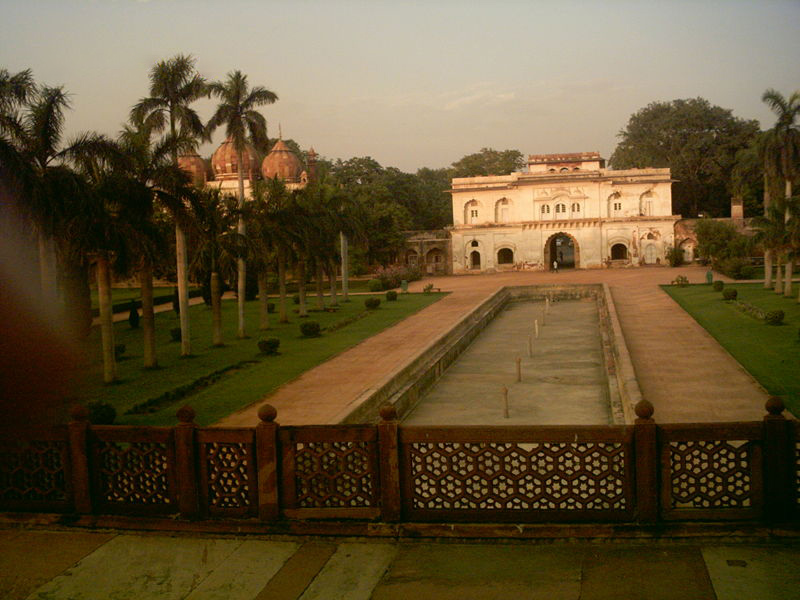
La mezquita, a la derecha del acceso principal
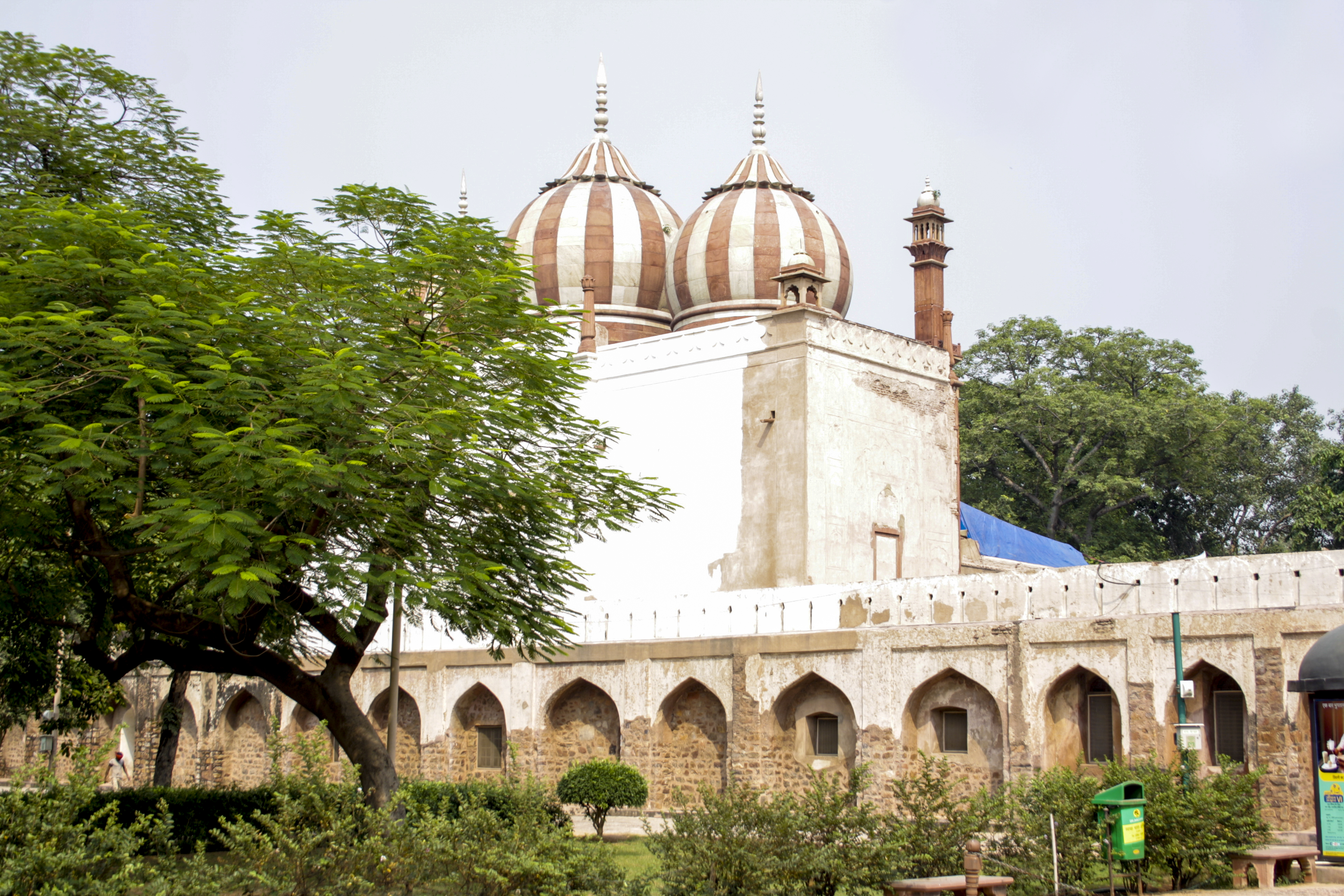
Vista de la mezquita
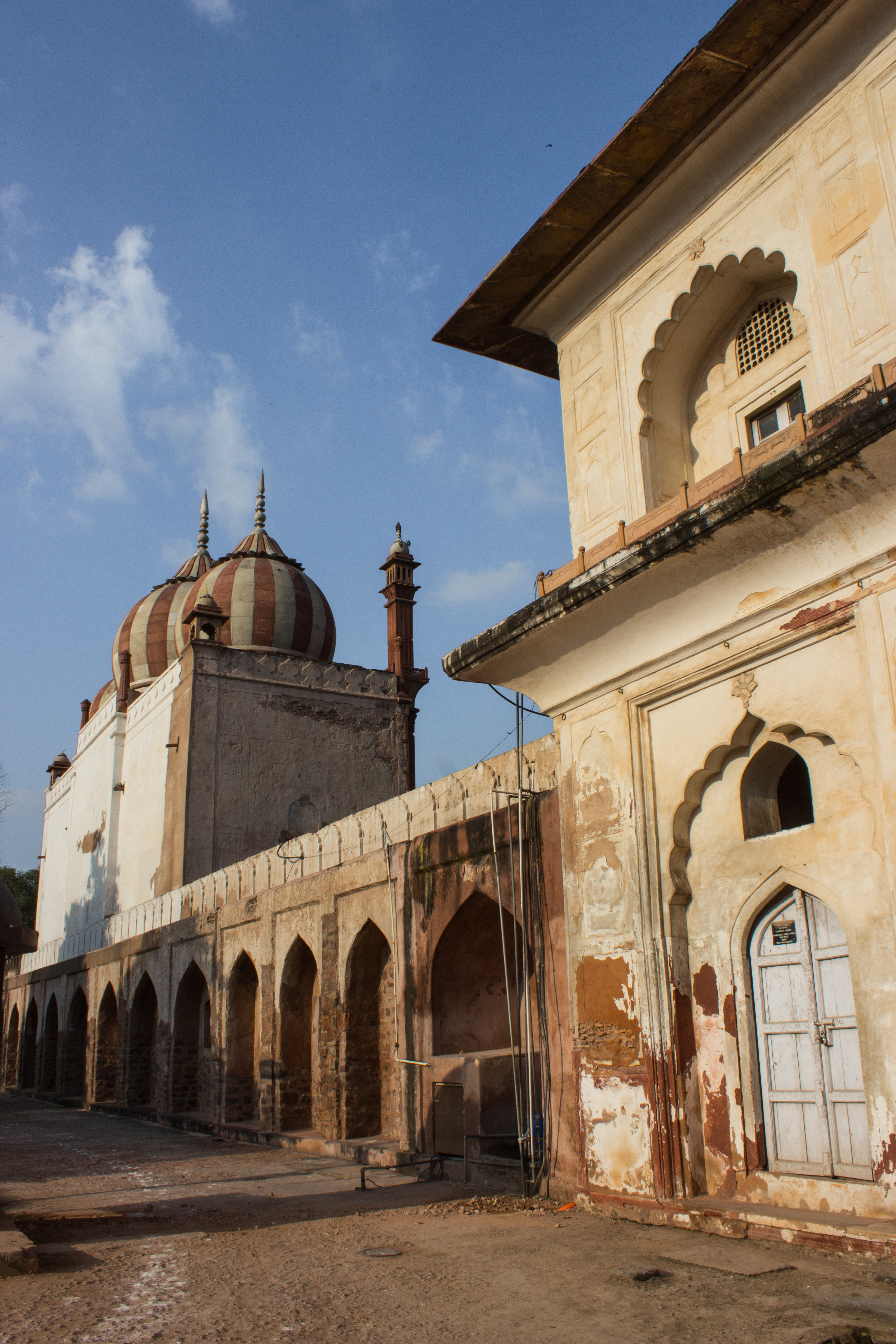
La mezquita desde el jardín
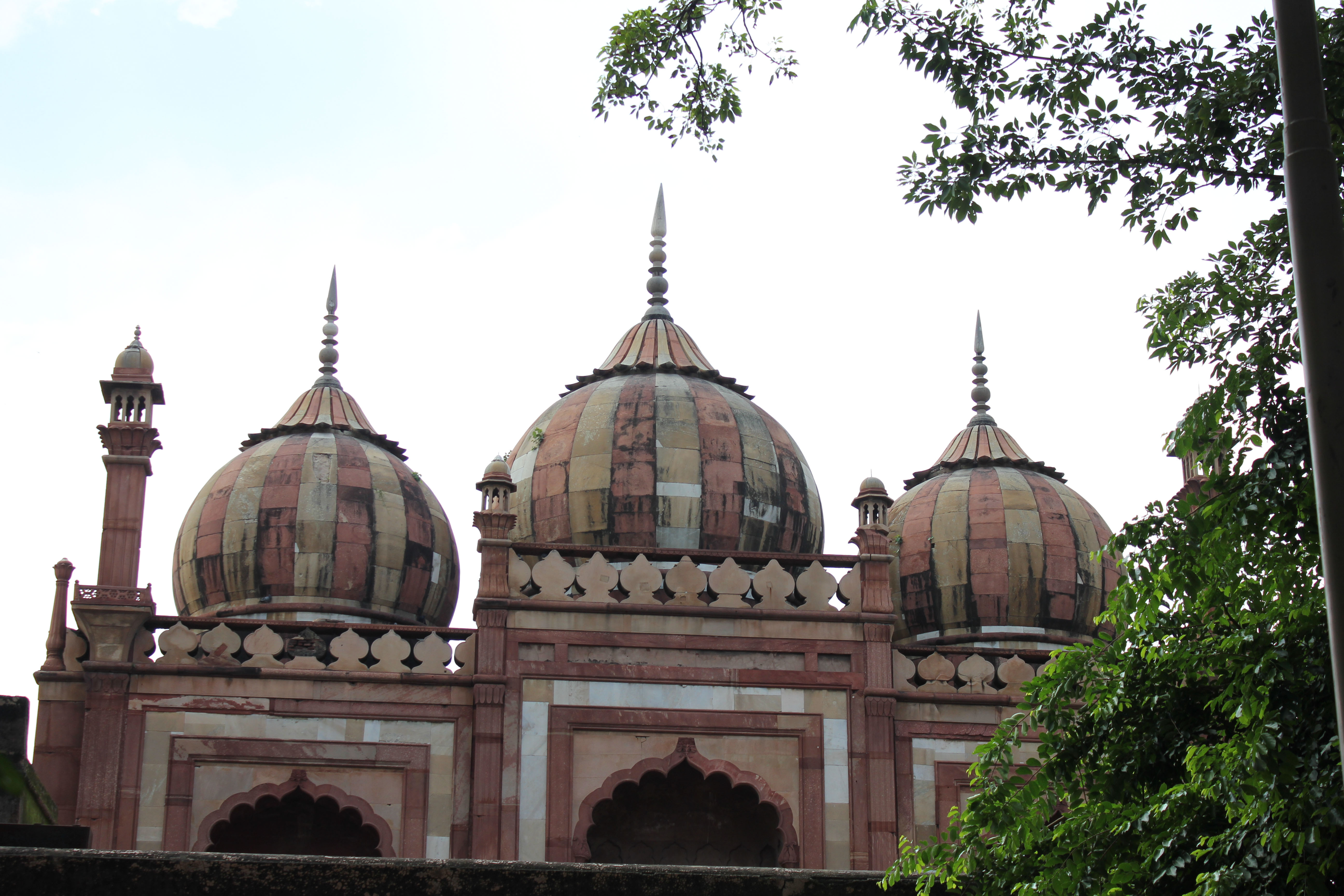
Detalle de las tres cúpulas